# Gastronomía de Venezuela

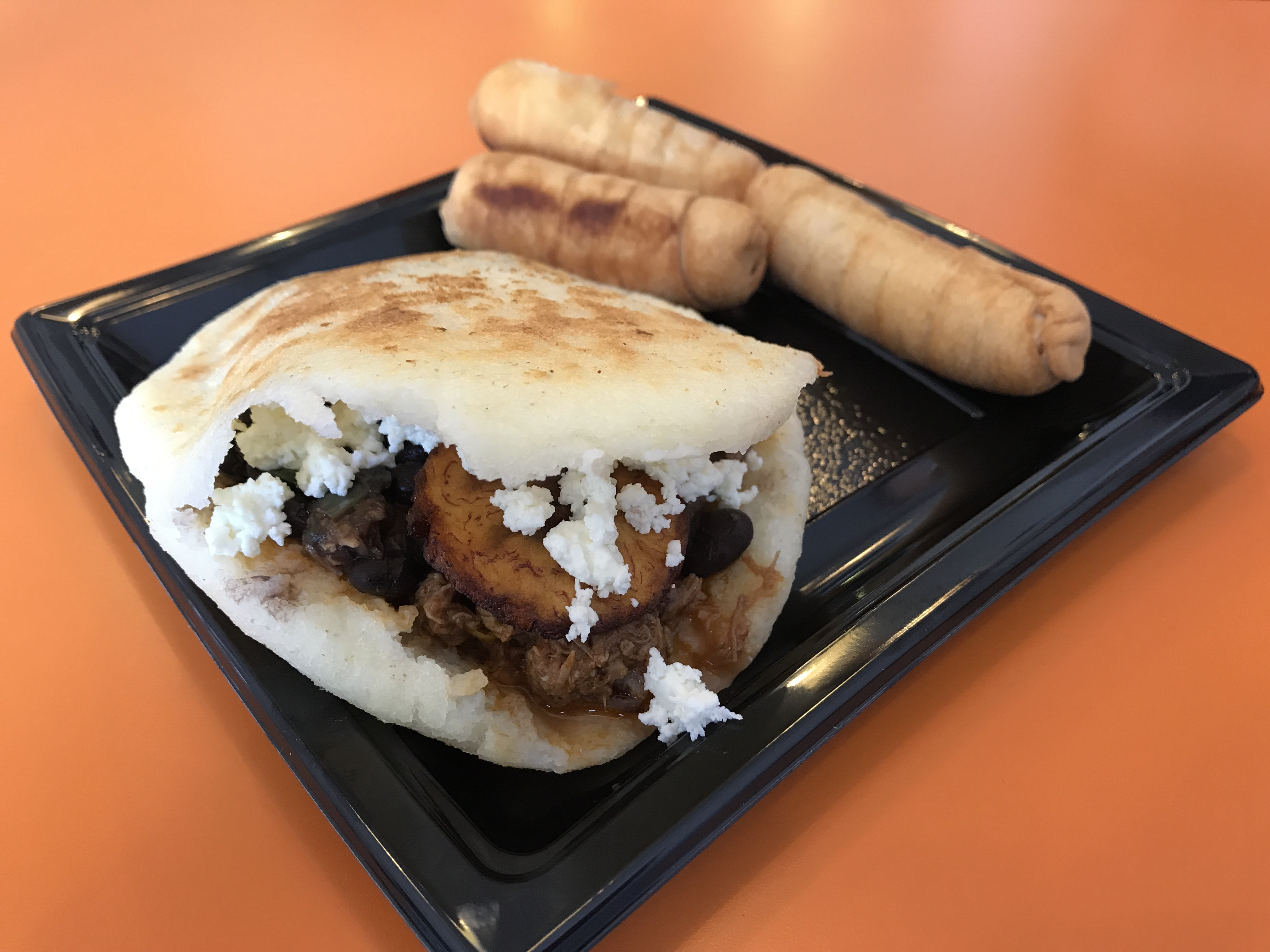
Tequeños y una arepa rellena con pabellón, platos representativos de la gastronomía venezolana

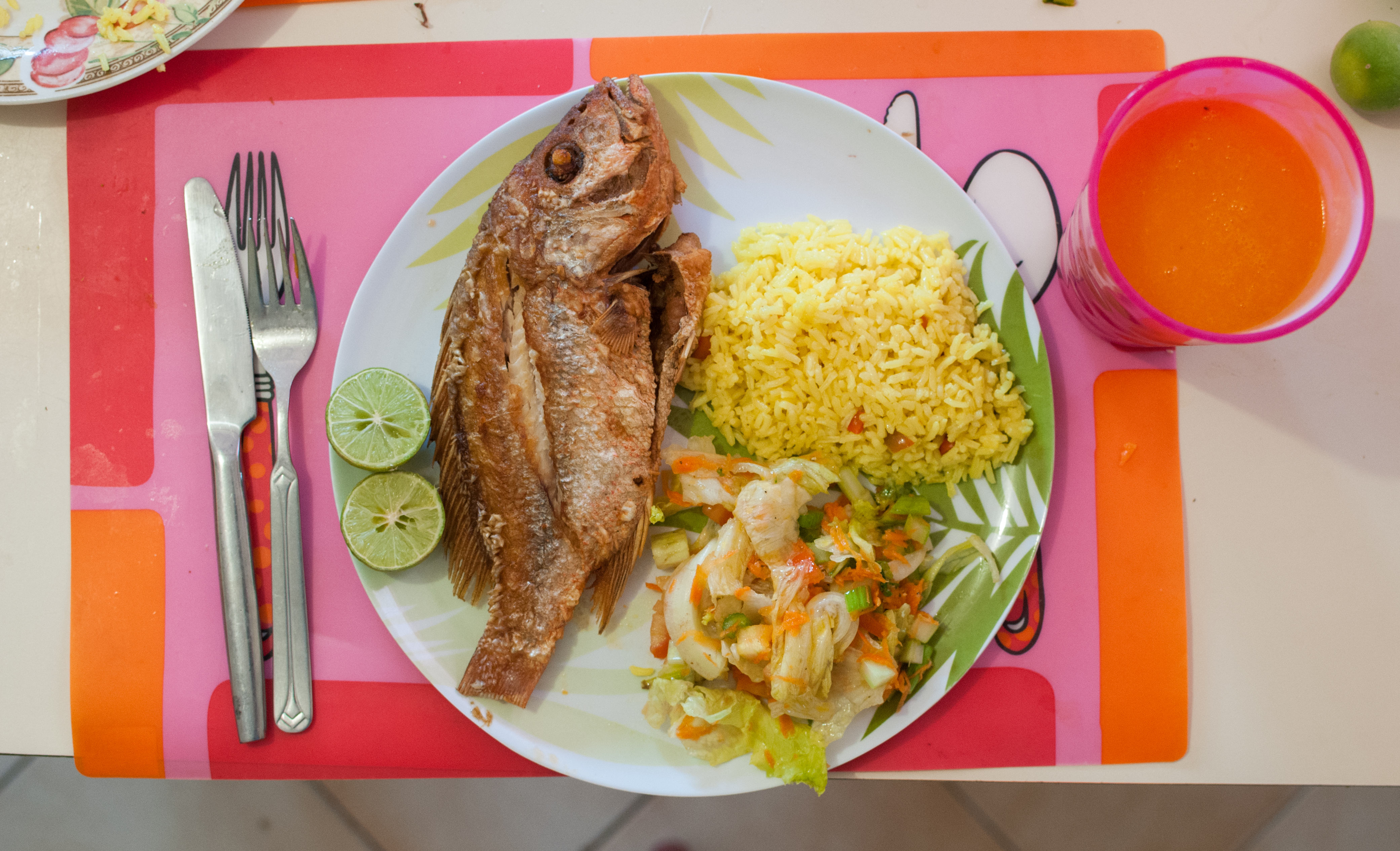
Pescado frito con ensalada y arroz, plato típico de la región oriental e insular

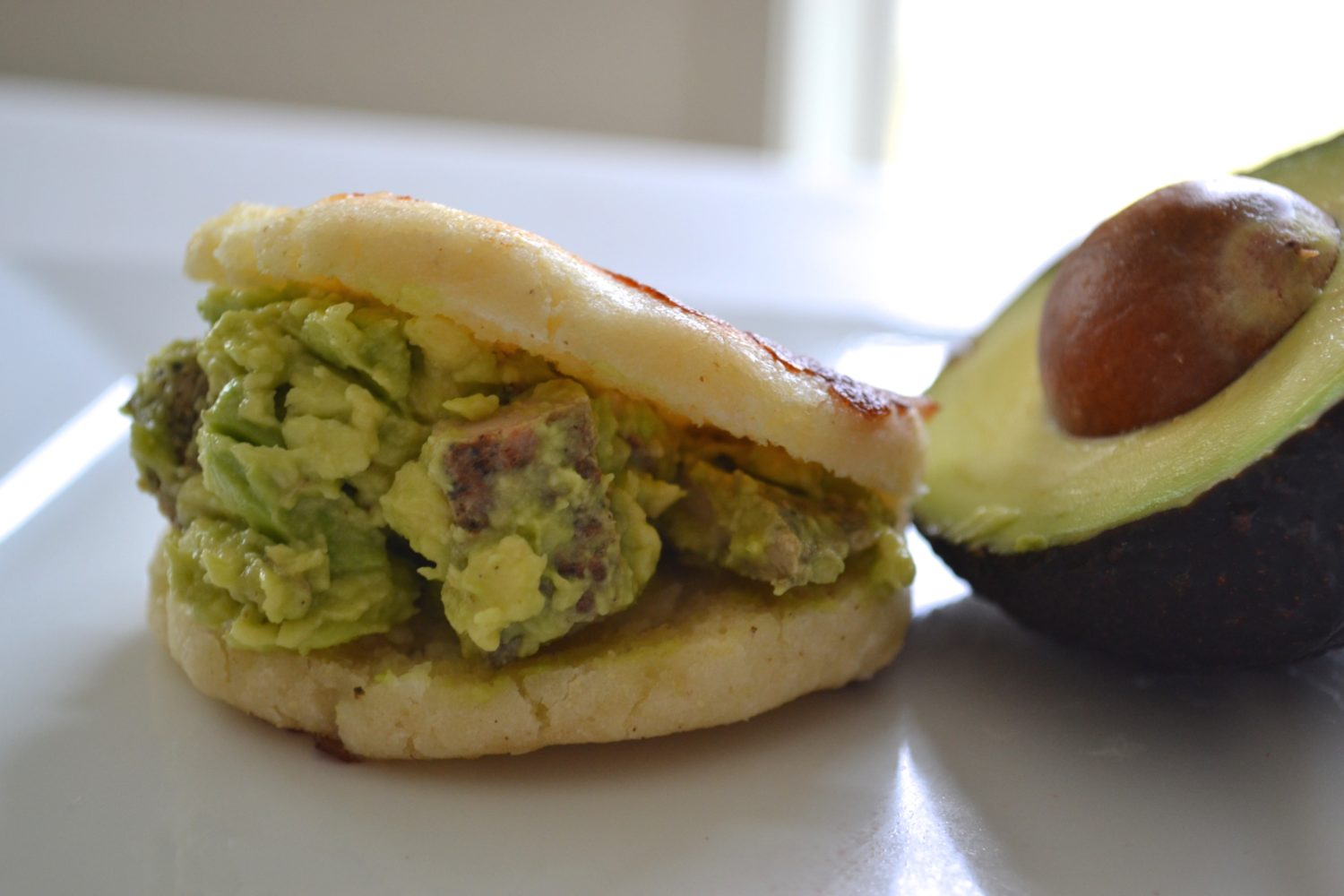
Arepa reina pepiada

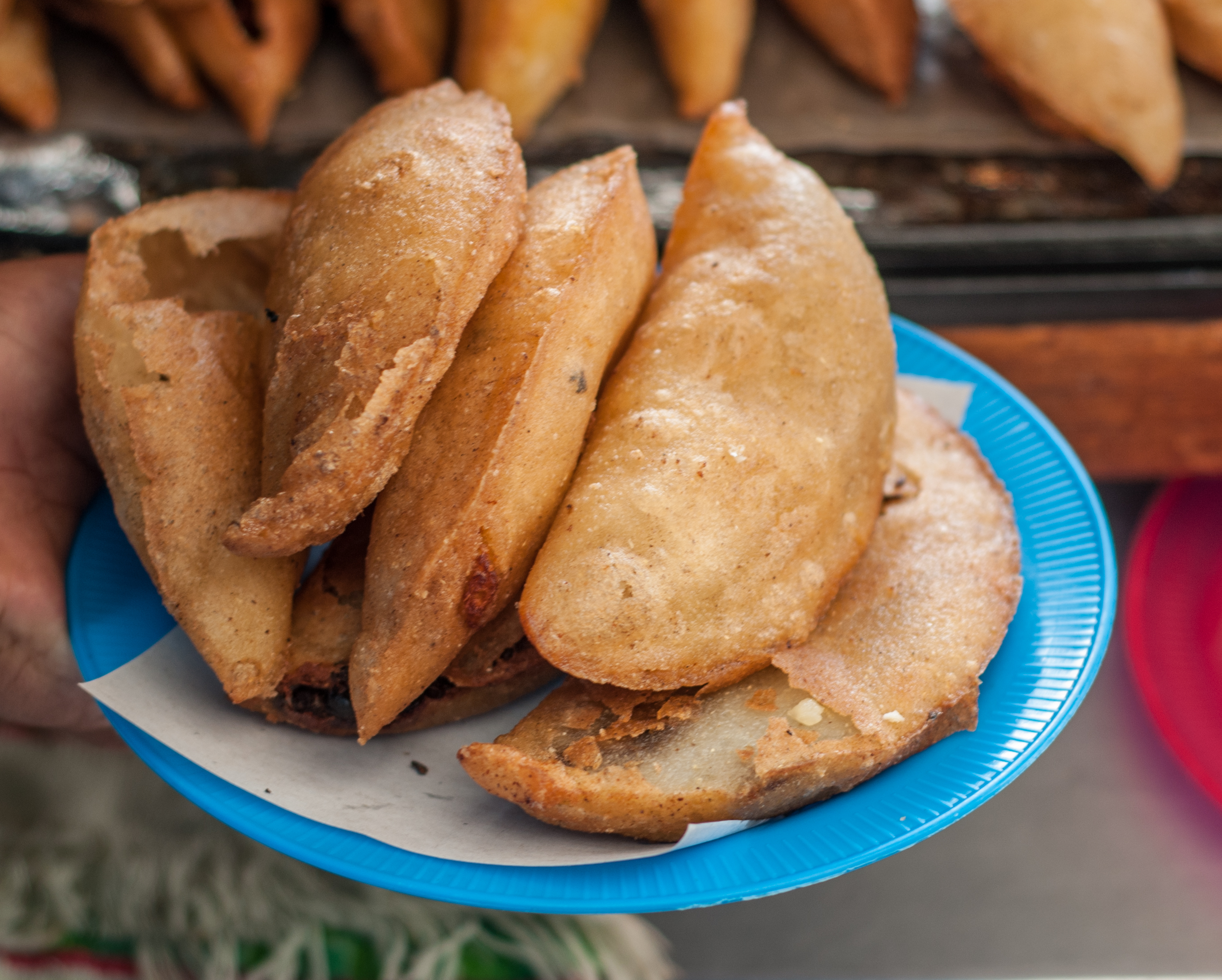
Empanadas venezolanas en el estado Zulia

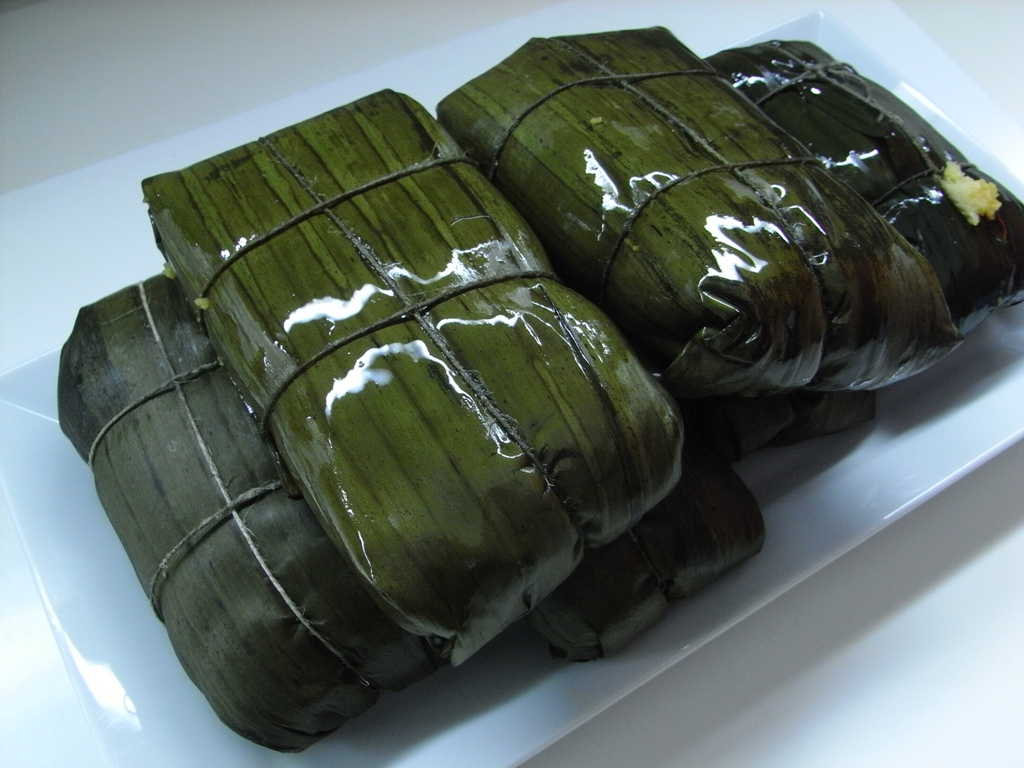
Las hallacas es un plato navideño venezolano, preparado con hojas de plátano, masa de maíz y guiso

La gastronomía de Venezuela es una variada forma de preparar comidas y bebidas elaboradas en dicho país, constituyendo el resultado de la mezcla cultural y gastronómica procedentes de Europa (especialmente de España, Italia, Alemania, Francia, Países Bajos y Portugal) y África (a través de las poblaciones de esclavos llevados por los españoles) con la gastronomía de los pueblos indígenas de Venezuela.
El platillo más conocido es el Pabellón criollo, un plato histórico que se compone de Caraotas, Plátano maduro y carne desmechada, cuya combinación de productos asemejan sus colores con los colores representativos del Pabellón Venezolano lo que le otorgó el nombre de Pabellón. Otros platos muy conocidos son la pisca andina, la hallaca, el sancocho, las empanadas fritas, la carne a la parrilla, el asado negro, el mondongo, la cachapa y el pollo en brasas. Hay ingredientes básicos que forman parte de gran cantidad de los platos venezolanos como el maíz, tubérculos, caña de azúcar, yuca, ají, granos, plátano, carnes y aves.

## Principales características
Los platillos venezolanos pueden variar dependiendo de la zona geográfica del país. La gastronomía venezolana es variada, y en ocasiones puede resultar de la mezcla de culturas que en el pasado habitaban el país, como lo son la de los indígenas y luego la llegada de los europeos que desde sus tierras trajeron consigo diversidad gastronómica como la española, italiana y del mediterráneo. Algunos de los ingredientes más comunes en las preparaciones son cereales como el arroz y el maíz, lentejas, caraotas, arvejas, frijoles y otros granos, tubérculos como la papa, el ñame y la batata; raíces tuberosas como la yuca, el ocumo y el ocumo chino, carnes como la de res, pollo, gallina, carne de chivo, cochino (cerdo), chigüire (capibara), venado y una gran variedad de pescados y mariscos. Es importante también la variedad de frutas tropicales como el mango, el cambur (guineo/banana), la lechoza (papaya/fruta bomba), la guayaba y la parchita (maracuyá/chinola).
Venezuela tiene varios platos representativos de carácter nacional como lo son, la arepa, el pan de jamón, el tequeño, el pabellón criollo y la hallaca típica en la época de Navidad. Entre los platos regionales más representativos están la pisca andina, patacón, asopado de mariscos (fosforera), tostada caroreña, arepa andina, el pelao guayanés, cuaja'o, torta de cazón, entre otros.

## Historia

### Primeros aborígenes
El periodo paleoterio se caracterizó por la explotación del mar, la recolección de recursos vegetales en el interior del territorio y la caza de pequeños mamíferos.
Durante el período mesoindio, la alimentación se destacaba por el consumo de productos marinos en la costa. En el interior, los recursos prediclectos son las frutas, miel, huevos de tortuga y granos, se mecnionan las figuras del agricultos, pescador y cazador.
Para el periodo indio entre 1000 a. C. y 1500 d. C., crece la siembra de yuca y maíz. En las cercanías a los Andes se desarrolla el cultivo de tubérculos, como la papa, ruba, cuiba, oca y ulluco.

### Período colonial
En el siglo XVI, la población africana trajo consigo el quimbombó (okra), el ñame, el ocumo, el aceite de palma, la gallina de guinea, el uso de la miel de caña, la pimienta y el jengibre. Posteriormente, se implementaron productos provenientes de Asia, como el coco, plátano o cambur y la caña de azúcar.
Desde 1600, Países Bajo empezaron a abastecerse de Sal desde la Península de Araya.
En el siglo XVII (1615) se ve el surgimiento del cacao como un producto de exportación, así como la explotación de caña de azúcar y la sal. El trigo es introducido por los españoles en la última década del siglo XVI, se cultivaba en los Andes.
La canela fue importada desde el principio de la colonización. El uso del clavo de olor fue reintroducido con los españoles, principalmente utilizado en los dulces criollos, como el melado de papelón, dulce de lechosa, las papitas de leche, entre otros.
La pimienta fue introducida al Nuevo Mundo en el siglo XIV. Borburata en 1564, registró al Anís como una mercancía introducida a Venezuela. Sin embargo, no se pudo cultivar y desde entonces se importa.
El jesuita José Gumilla introduce el café en Venezuela por el año 1732. 
Según Lovera la hallaca nace por el año de 1806, en esa fecha no tenía ese nombre y se le conocía como "pastel de maíz". También menciona que el pabellón se da a conocer a principios del siglo XX, ya que no existe algún referente antes de esta fecha. Al pan de jamón se le atribuye su origen en la Panadería Montauban en Caracas. Para los golfeados en investigaciones recientes datas sus inicios en Panadería Central por los Hermanos Duarte en Petare.

### Contemporánea
Por consulta popular el 22 de mayo se decreta el Día Nacional de la Gastronomía Venezolana.
En 2024, el casabe es declarado Patrimonio Cultural de la Humanidad por la UNESCO.

## Regiones

Mapa de Venezuela y sus regiones.

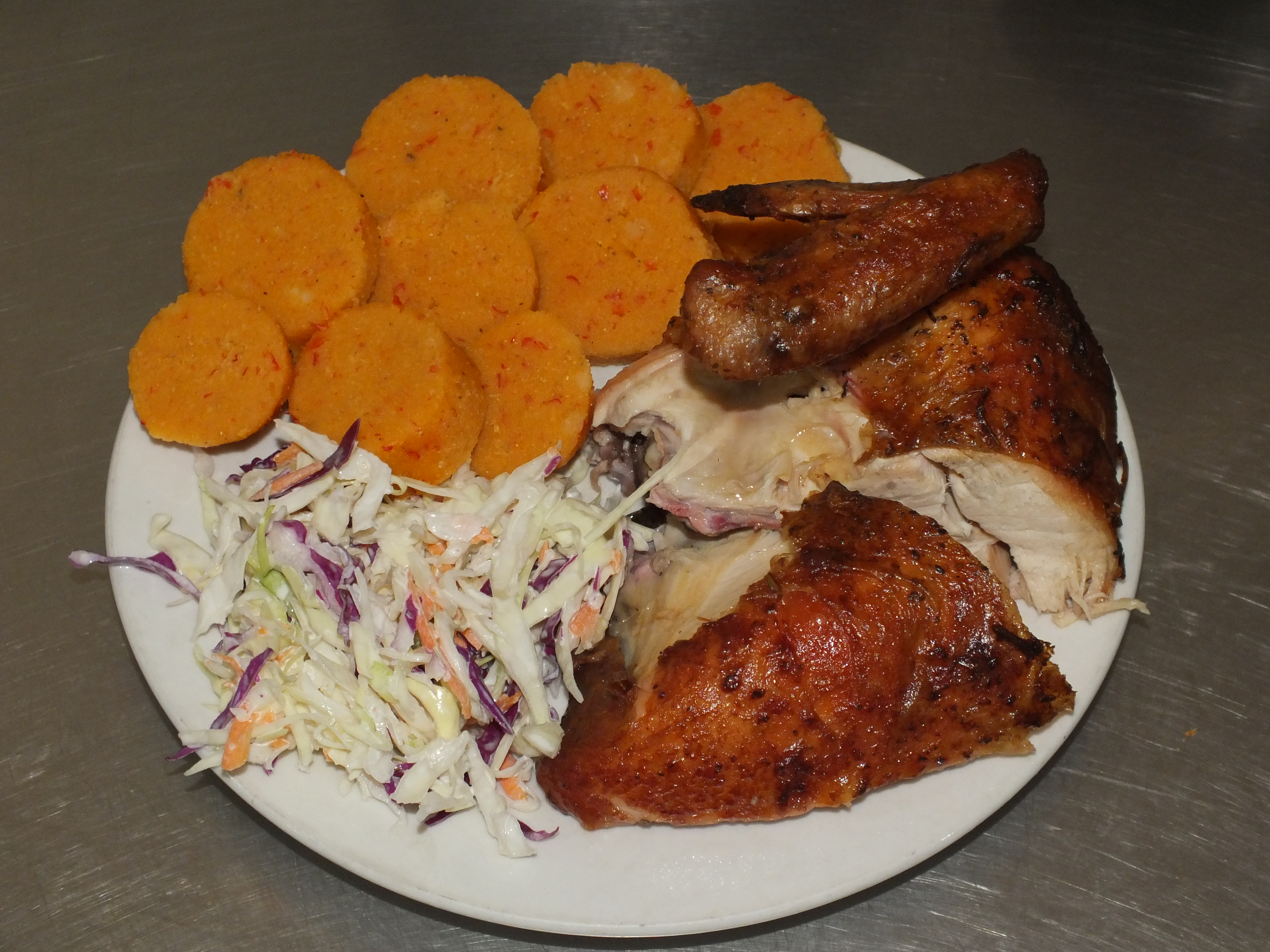
Pollo asado con bollo aliñado y ensalada, plato típico de la región de los llanos.

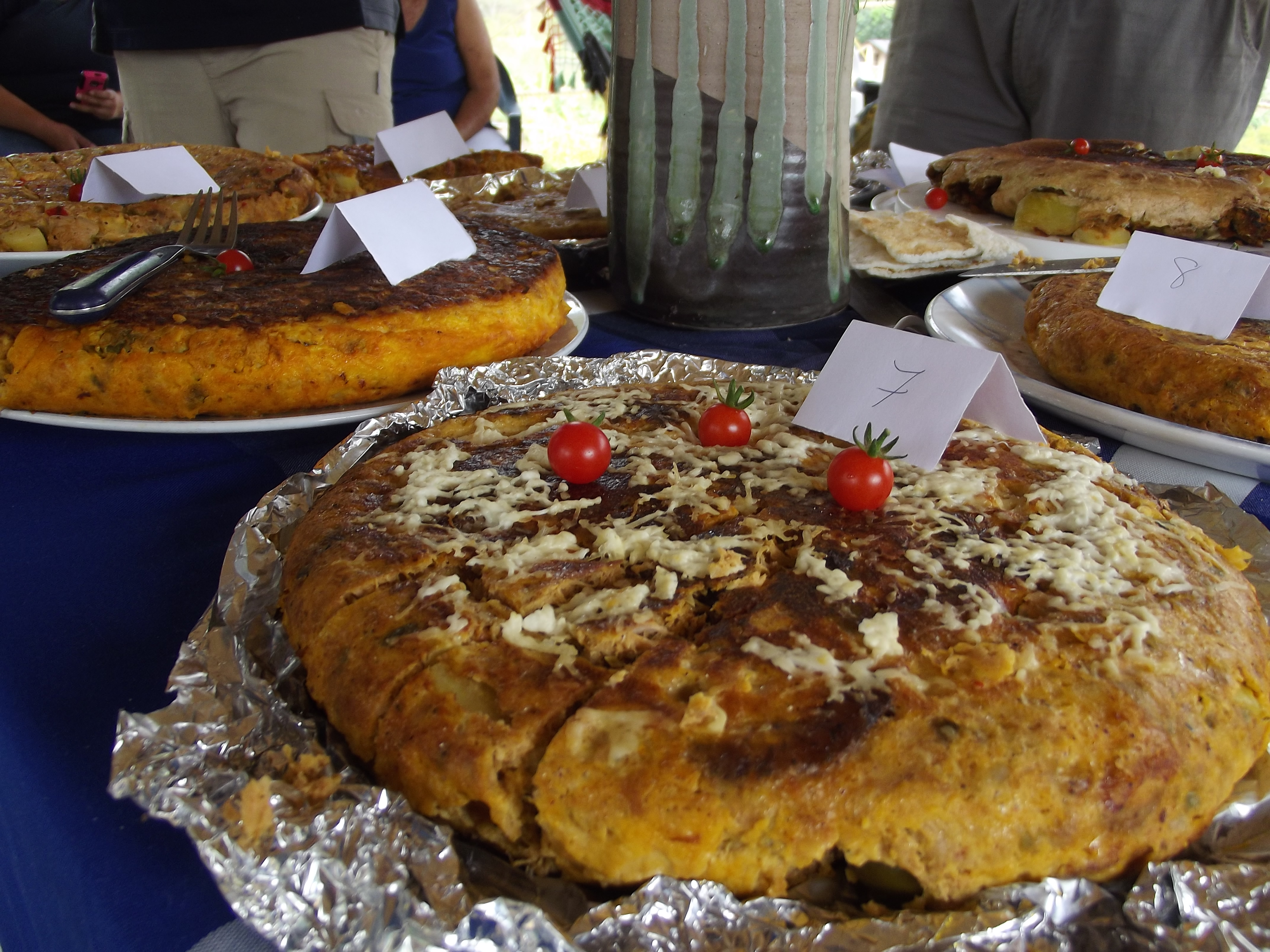
Cuajao, plato típico en la época de Semana Santa.

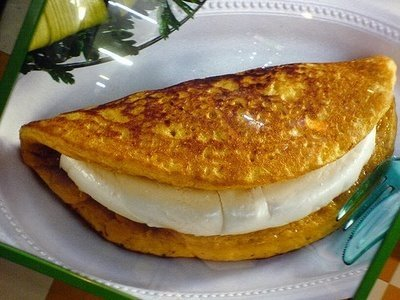
Cachapa con Queso de mano.

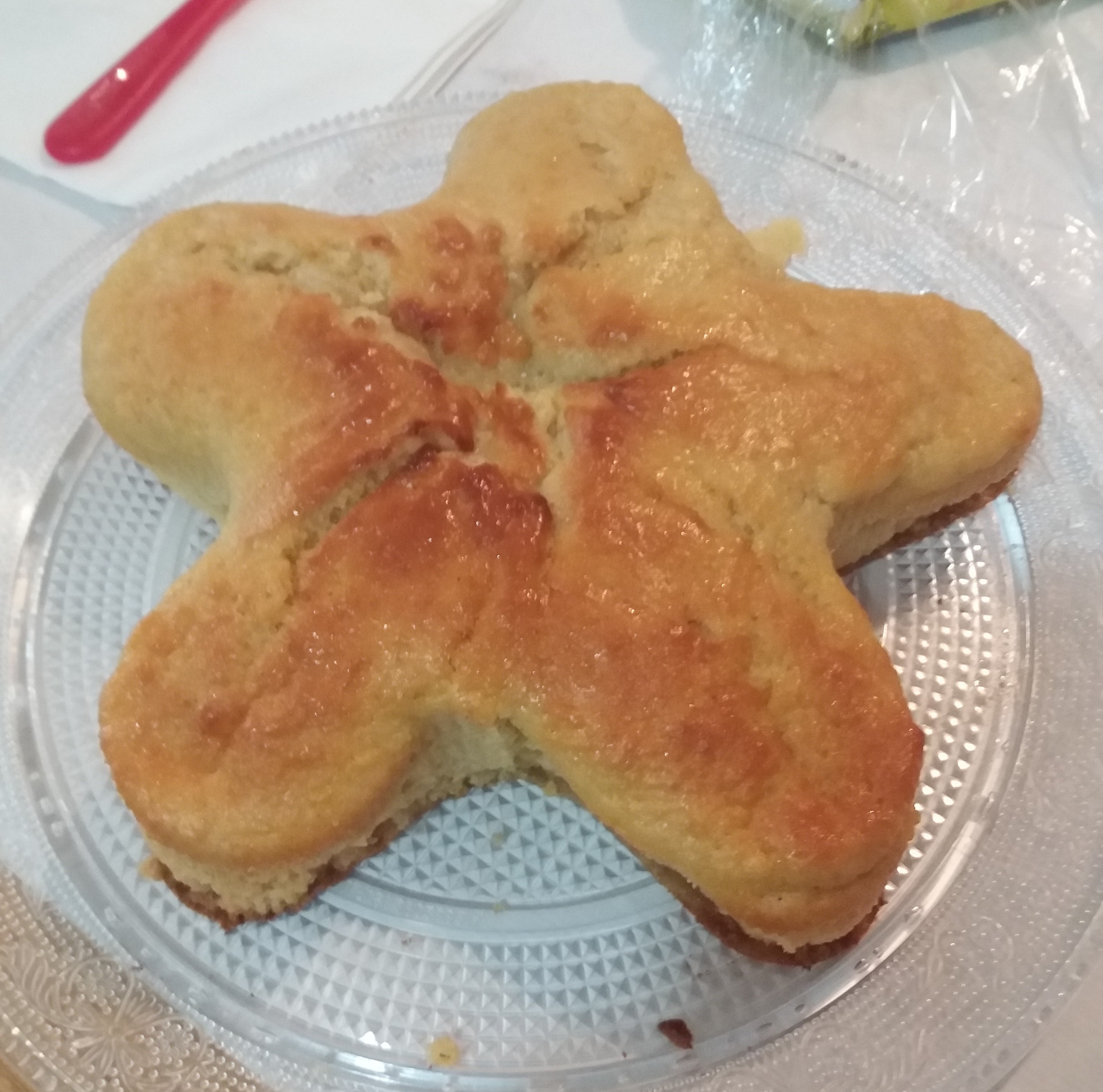
Torta de jojoto venezolana.

Debido a la extensión territorial, la diversidad de los recursos agropecuarios y a la pluriculturalidad propia del pueblo venezolano, la gastronomía varía según la región del país de la que se trate, así en líneas generales los elementos típicos de la cocina de cada estado son las siguientes:
- Oriente, Guayana y Caribe: predominio de pescados de mar y de río, mariscos y langostas, tubérculos como ñame, papas y ocumo chino, maíz y carne de res en la zona sur-llanera donde también hay producción de quesos frescos suaves (guayanés, de mano, clineja,criolla, etc.), comidas cotidianas de pescado frito o guisado acompañado con arepas, arroz, ensalada, tostones o tajadas. Tendencia de comidas marítimas Europeas (como almejas con vino blanco, paella, etc.).

- Occidente y Zulia: consumo de carnes como chivo, cabra y conejo, extensivo el uso de producción de quesos. Tendencia a los platos autóctonos con amplia influencia indígena y europea. Existe además una variedad de comidas rápidas nacidas particularmente en el Zulia, entre estos; el patacón, tumbarrancho (variedad de arepa) y los pasteles de trigo frito. Entre sus dulces típicos se encuentran los huevos chimbos, dulce de icaco, limosón e higos.

- Centro: diversidad alimenticia por estar en el centro de las zonas productivas y por la carencia de regiones agropecuarias importantes, consumo de pollo, carne, pescados guisados o asados, arroz, pasta, ensaladas y mucha influencia de gastronomías internacionales. Tendencia española, italiana, francesa, portuguesa y otras de influencia europea. Por el clima y relieve es una zona conocida por sus zonas cacaoteras y cafetalera.[5]

- Llanos: gastronomía parecida a las zonas llaneras o pampeanas de Brasil, Uruguay y Argentina, consumo de carne de res y animales de caza (venado, chigüire (capibara), lapa, Cuniculus paca, etc.) en parrillas, asados y carne en vara, utilización del maíz en cachapas, gran producción de quesos y derivados de la leche.

- Andes: cocina relacionada con los Andes colombianos, uso de papas, trigo, tubérculos y carne de res, oveja, pollo, poco pescado exceptuando a la trucha cultivada, orientación más europea y típicamente de la región andina sudamericana.

- Se debe notar que vegetales frescos o marinados son muy consumidos como acompañantes en la gastronomía venezolana (berenjenas, calabazas, papas, etc.).

## Comida venezolana
La gastronomía típica venezolana es bastante amplia, y varía mucho en relación con la zona del país de donde sea originaria. A continuación una lista de platos principales, acompañantes y otros elementos que forman parte de la gastronomía general de toda Venezuela:

### Platos

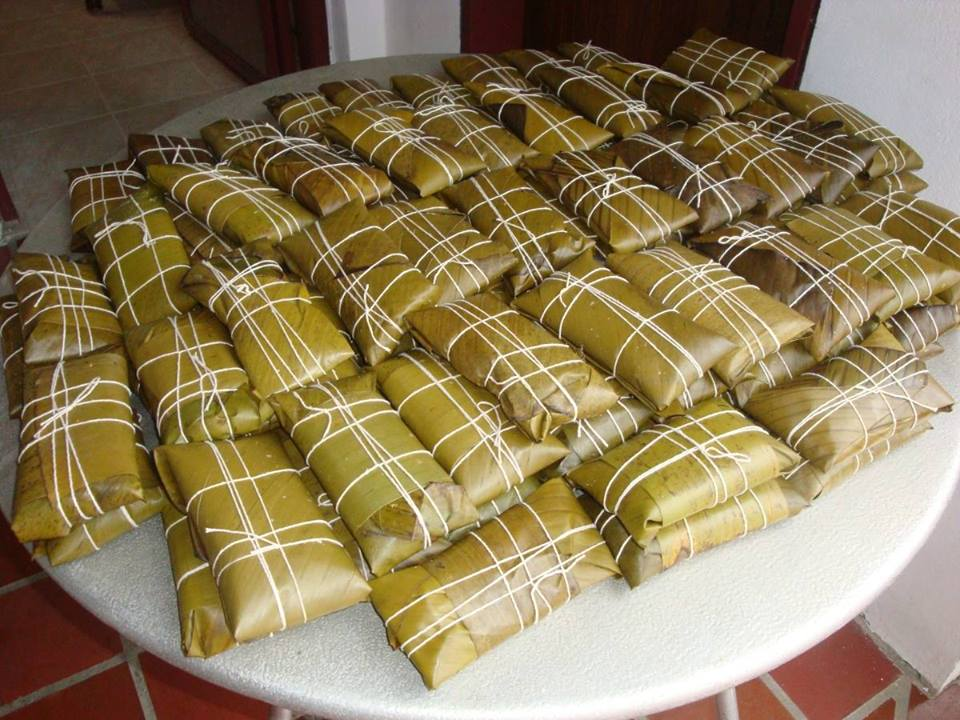
Hallacas.

Algunos de los platos típicos de la región central son:
| - Arepa - Asado negro - Bollo pelón - Caraotas negras - Courbullon de mero - Cachapa - Cachito - Cochino frito - Carne mechada - Pisillo de Chigüire - Chiquato asado - Chivo en coco | - Conejo en coco - Chupe caraqueño (de influencia peruana) - Chuleta de cerdo ahumada - Empanada - Arepa andina - Hallaca - Tunguita - Mondongo - Reina pepiada - Lebranche asado - Palo a pique - Patacón - Picadillo llanero - Pisca andina - Tequeños - Torta de plátano - Tostada caroreña - Pargo al horno | - Pabellón - Pan de jamón - Parrilla - Pasticho - versión venezolana de la lasaña italiana - Pastel de polvorosa - Pescado frito - Sancocho - Carne en vara |

En Venezuela, es común consumir platos preparados con pescado salado o chigüire (capibara) en Semana Santa, antiguamente también se consumía pastel de morrocoy, aun cuando el Morrocoy (chelonoidis carbonaria) posee una veda indefinida, cuya caza está prohibida desde 1979. En Navidad la mesa navideña suele tener hallacas, bollos, pernil de cerdo, pan de jamón, ensalada de gallina y dulce de lechosa, higos, icacos, toronja, merey (marañón), entre otros.
Venezuela es el segundo consumidor de pasta del mundo, justo detrás de la misma Italia: los espaguetis (aunque no autóctonos) son considerados actualmente un plato fundamental en la dieta de los venezolanos. Mas en este país es muy común aderezar la misma con kétchup, mayonesa o salsa rosada mezclada con la común salsa boloñesa.
Cabe destacar que en Venezuela también se consume la llamada comida rápida, principalmente en forma de hamburguesas (no sólo de las famosas franquicias como Burger King, McDonald's, etc.; sino también en expendios llamados "calles del hambre"), se caracteriza por tener principalmente cebolla cortada en trocitos, papa rallada frita, repollo y zanahoria rallada, además de la lechuga, tomate y el huevo frito. Los perros calientes también son muy consumidos (a pesar de ser alóctonos) aun cuando poseen su propia variante en el país y tienen diversidad de aderezos. Se los conoce como asquerositos particularmente en algunas zonas de Caracas.

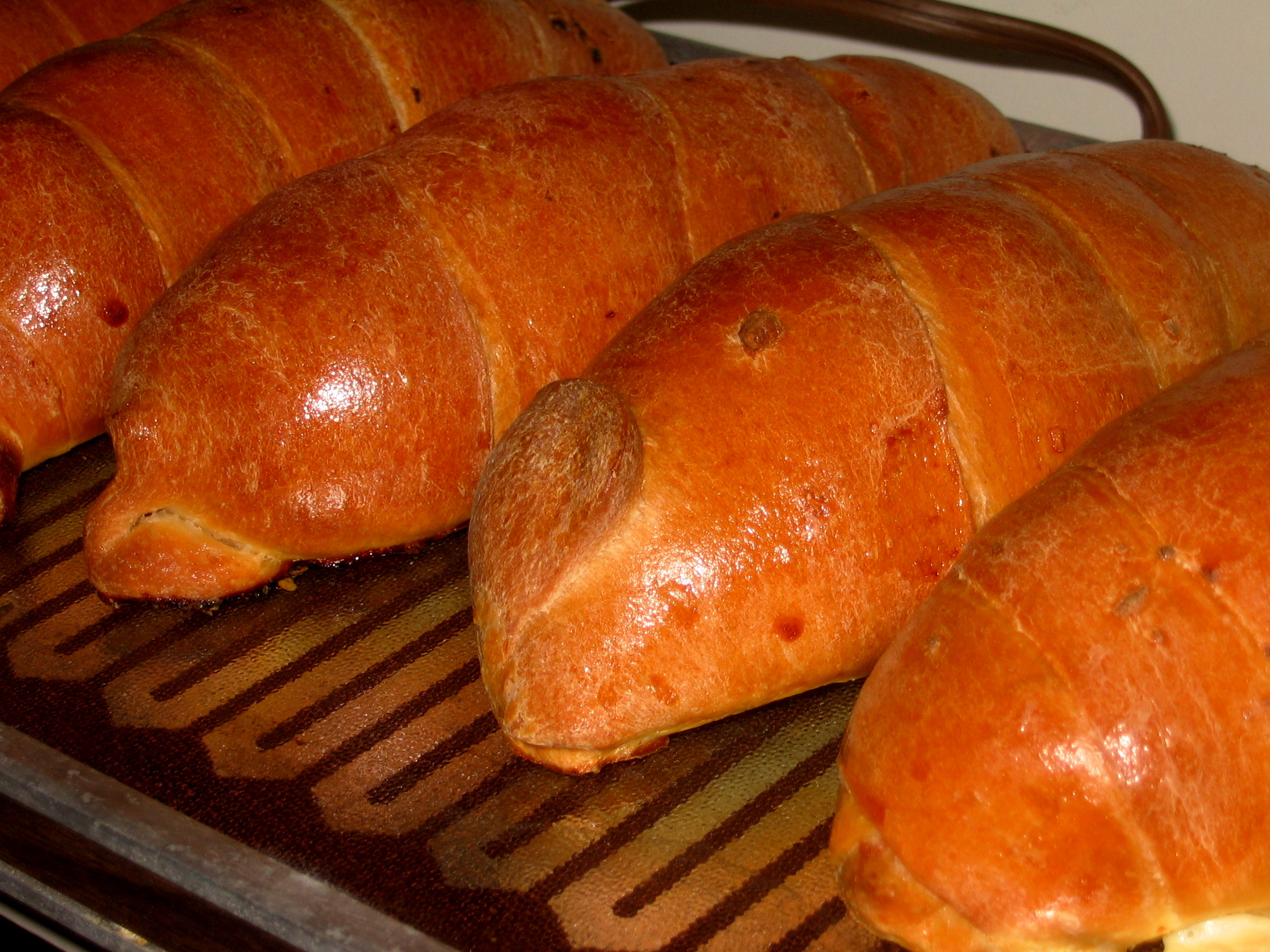
Cachitos
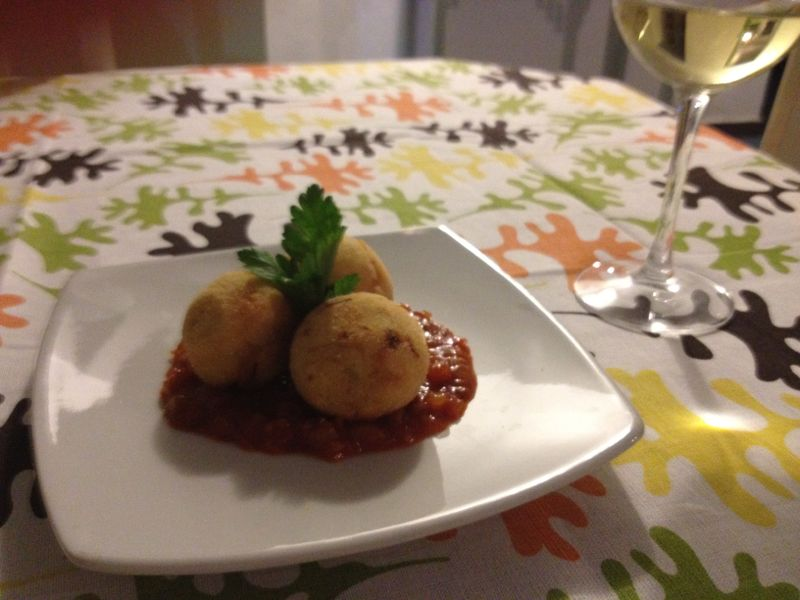
Bollo pelón
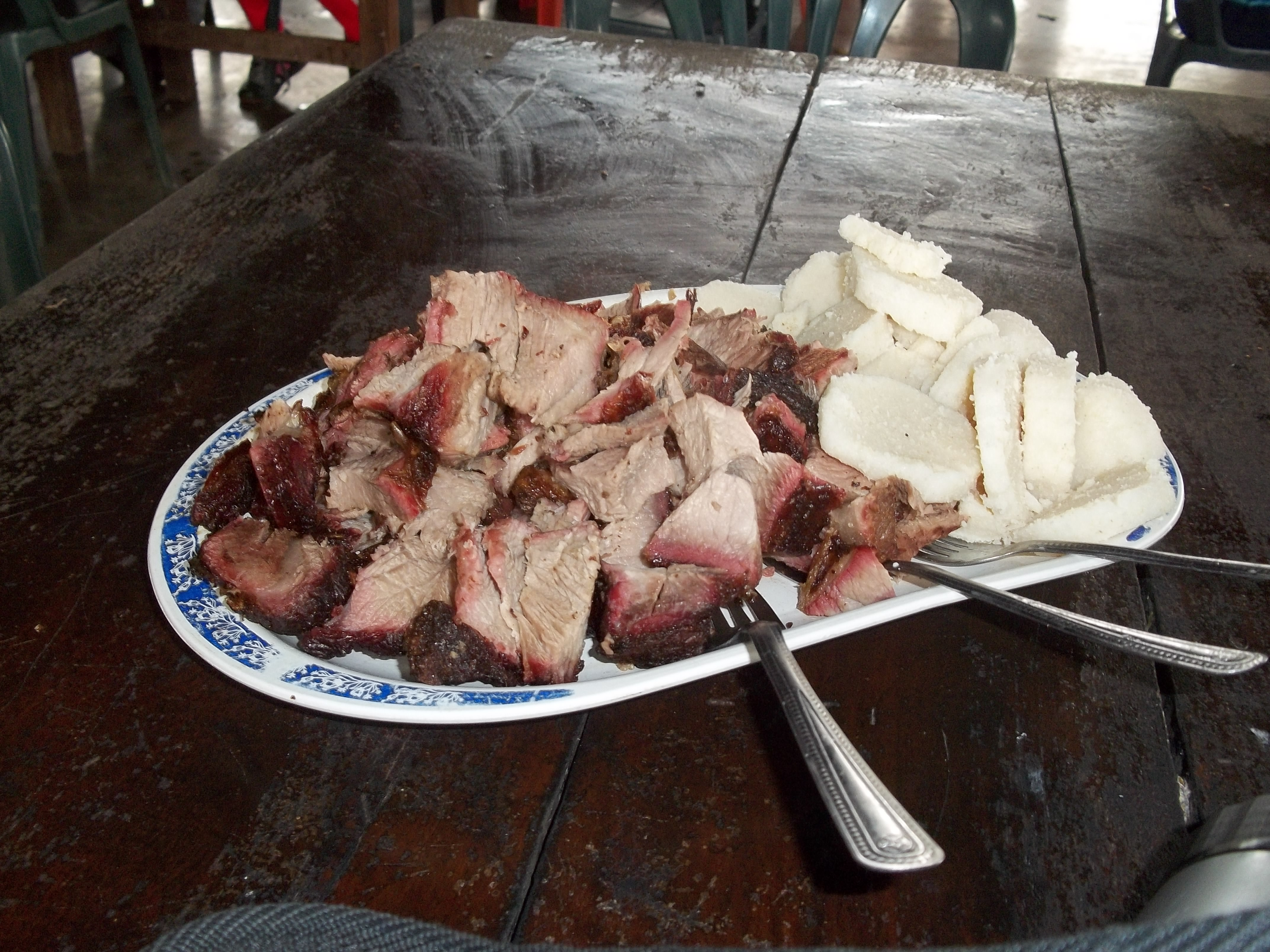
Carne en vara con hallaquitas de maíz
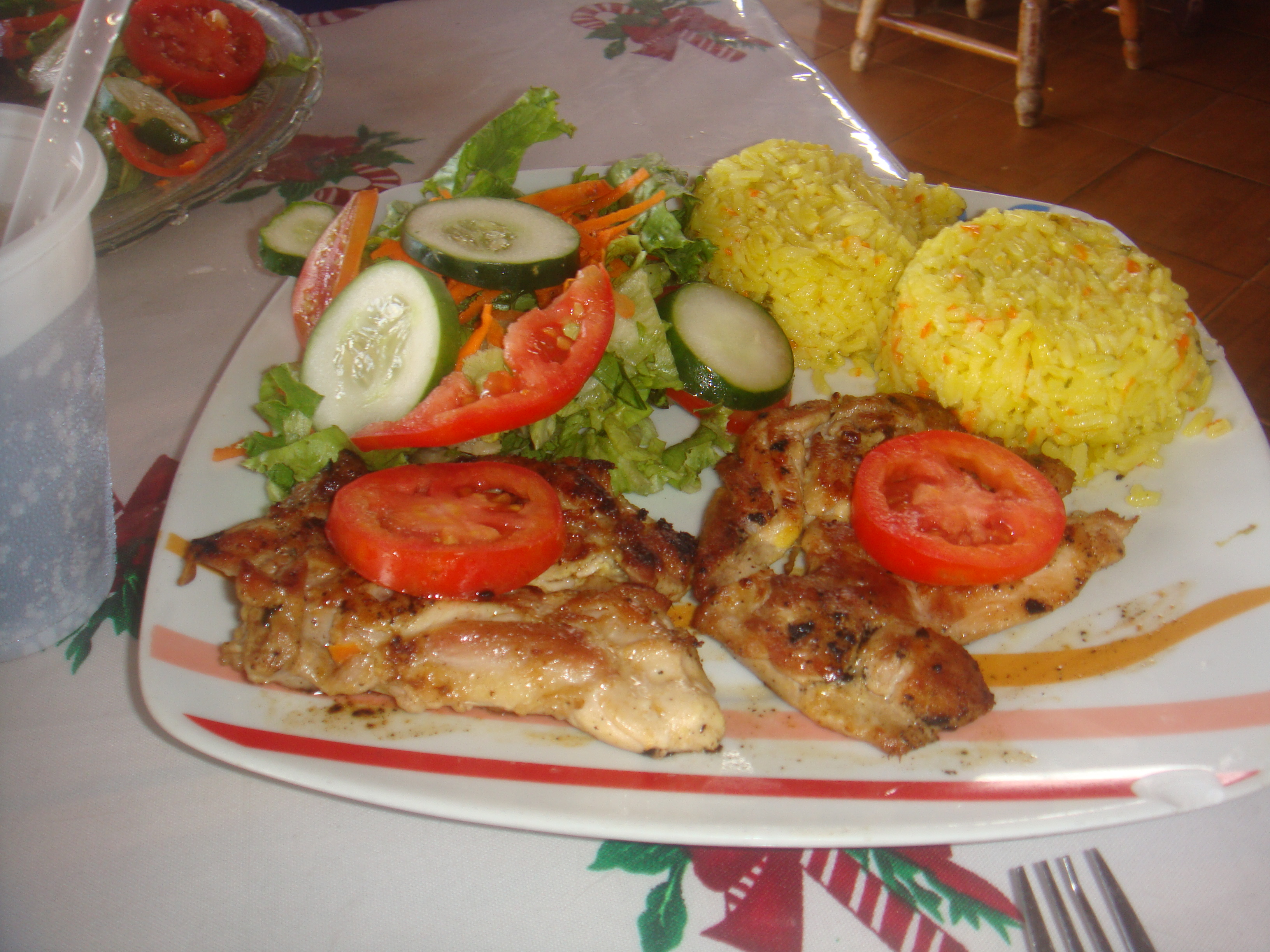
Pollo a la plancha con arroz y ensalada del estado Falcón
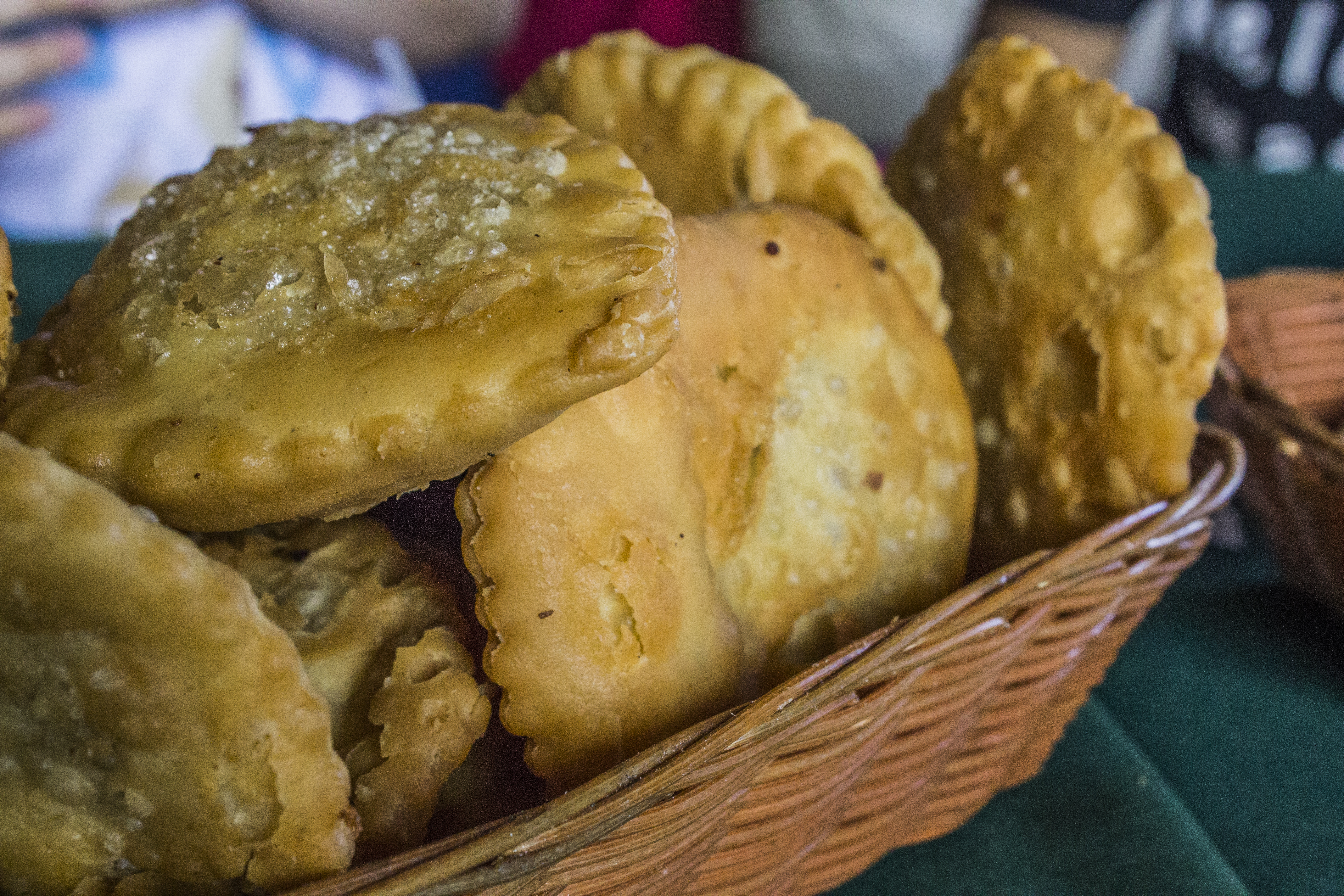
Pastelitos andinos
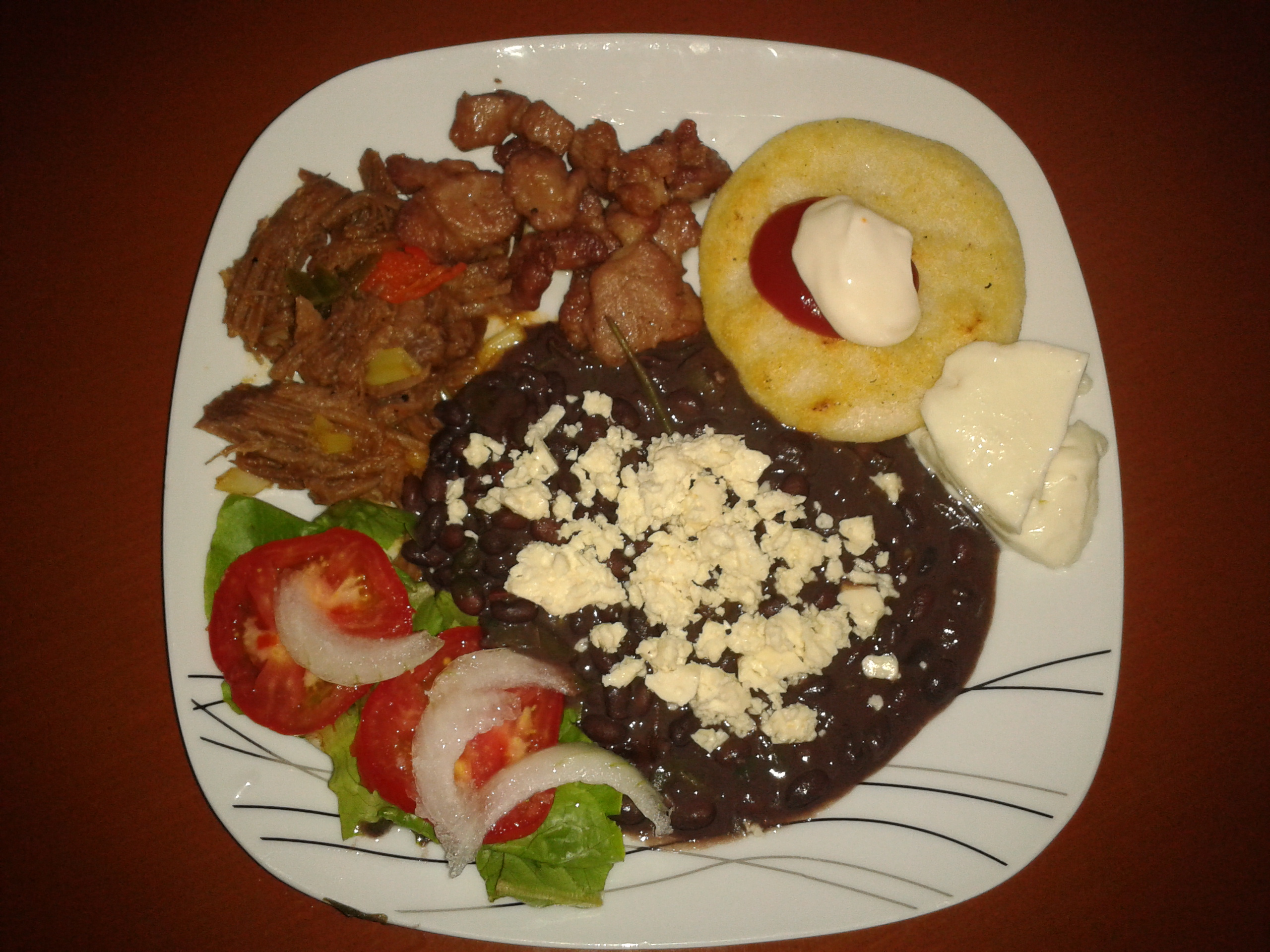
Tostada caroreña
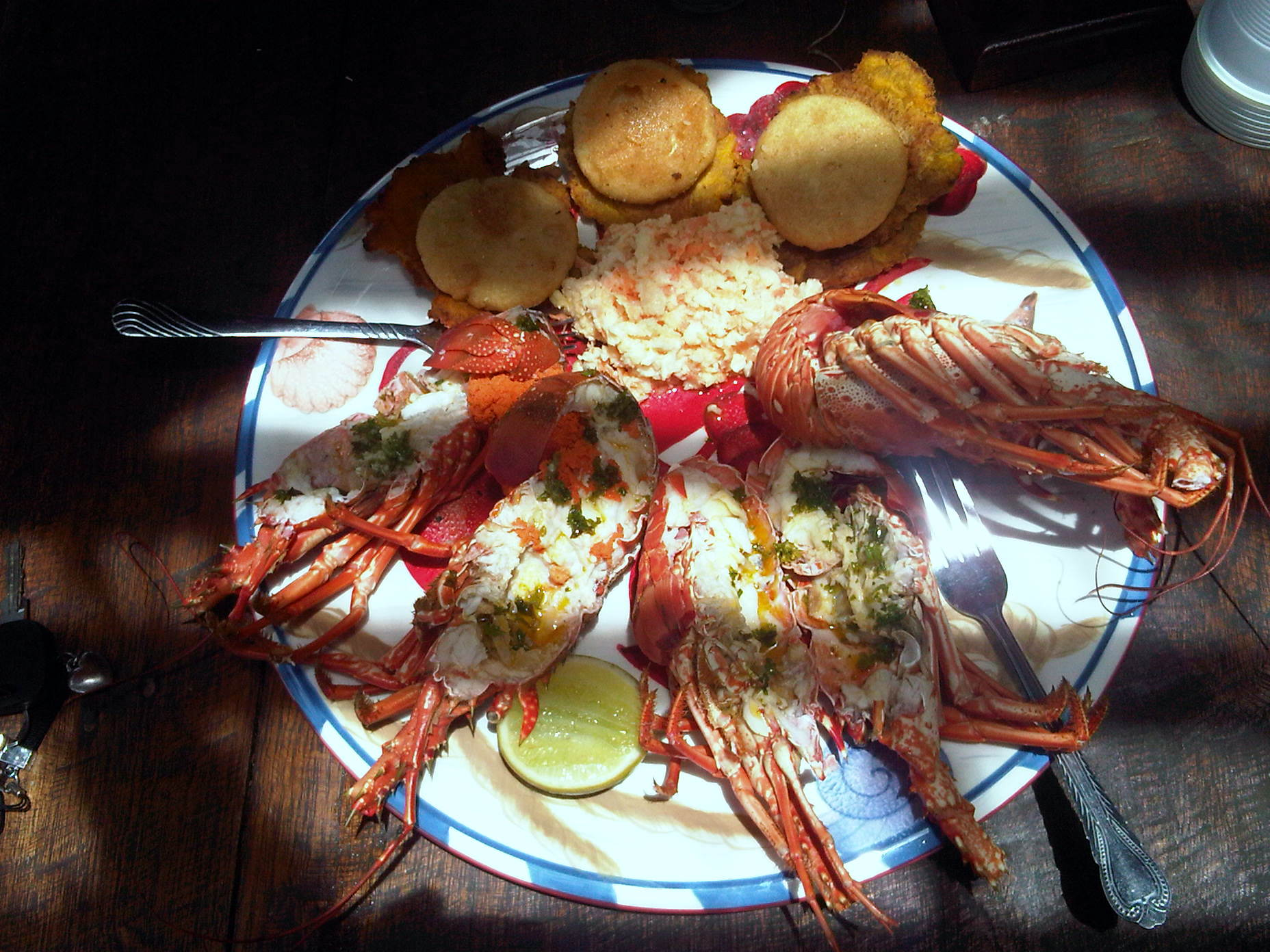
Langosta con arepas fritas, tostones y ensalada

### Acompañantes

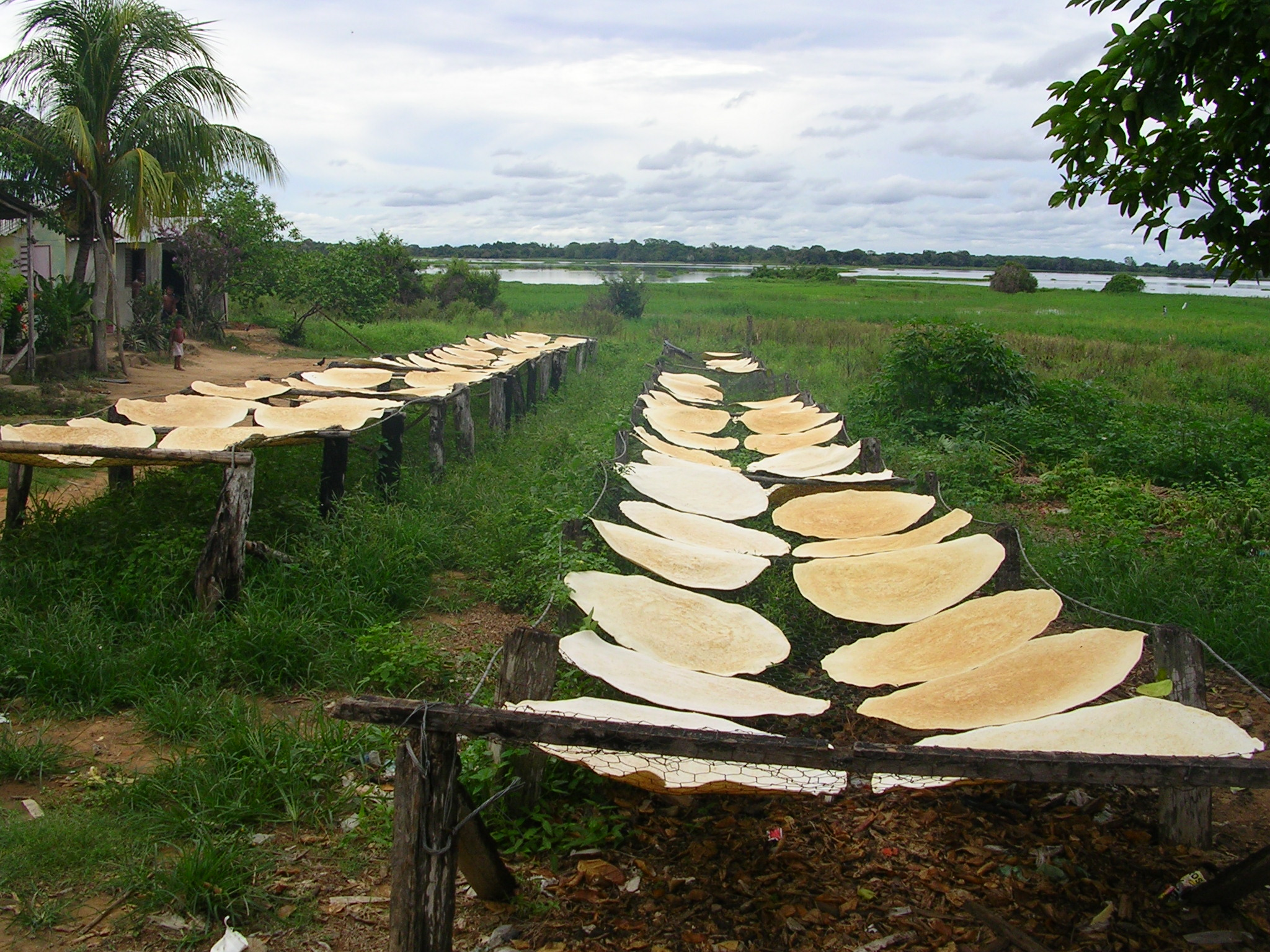
Elaboración de un casabe.

| - Arepa. - Arroz - Tequeño. - Empanada. - Patacón. - Plátano frito, horneado o sancochado. - Hallaquita. | - Funche (versión criolla de la polenta italiana). - Yuca (mandioca) hervida o frita. - Papa. - Palmito - Tajadas. - Tostones - Casabe | - Aguacate |

En algunas regiones (principalmente en el centro y los Llanos centrales) es bastante común el uso de espaguetis como acompañante (muchas veces en lugar de arroz).
También está bastante extendido el consumo de pan de trigo, mayormente en las ciudades (Caracas, Valencia, Maracay, Maracaibo, Barquisimeto). El tipo de pan más usual suele ser la baguette (llamado también canilla, cuya versión en panecillos se le conoce como pan francés), seguido del llamado pan campesino (cuya corteza es gruesa y áspera espolvoreada con harina y su masa muy suave). Es bueno acotar que el pan de trigo no es autóctono de Venezuela, sin embargo se ha popularizado gracias a la influencia de inmigrantes europeos (mayormente portugueses) que regentan panaderías en este país.

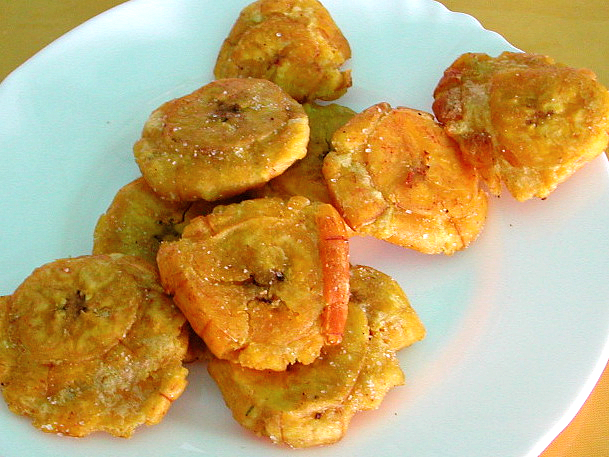
Tostones.
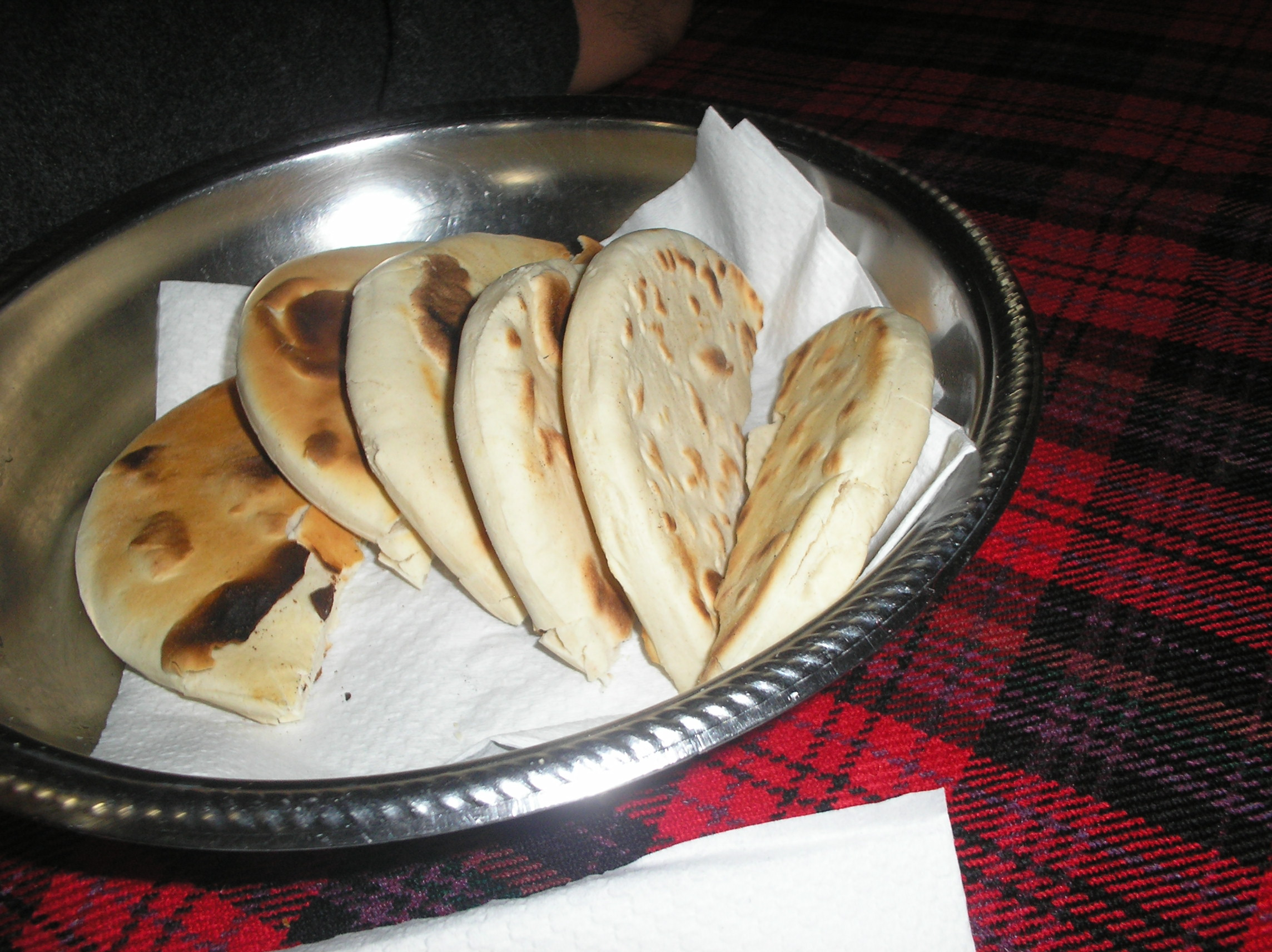
Arepa de trigo.
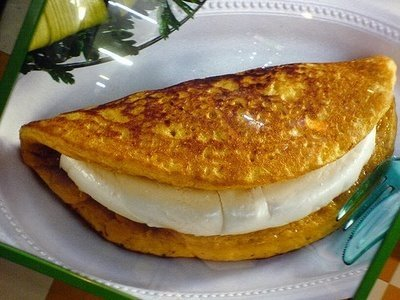
Cachapa.
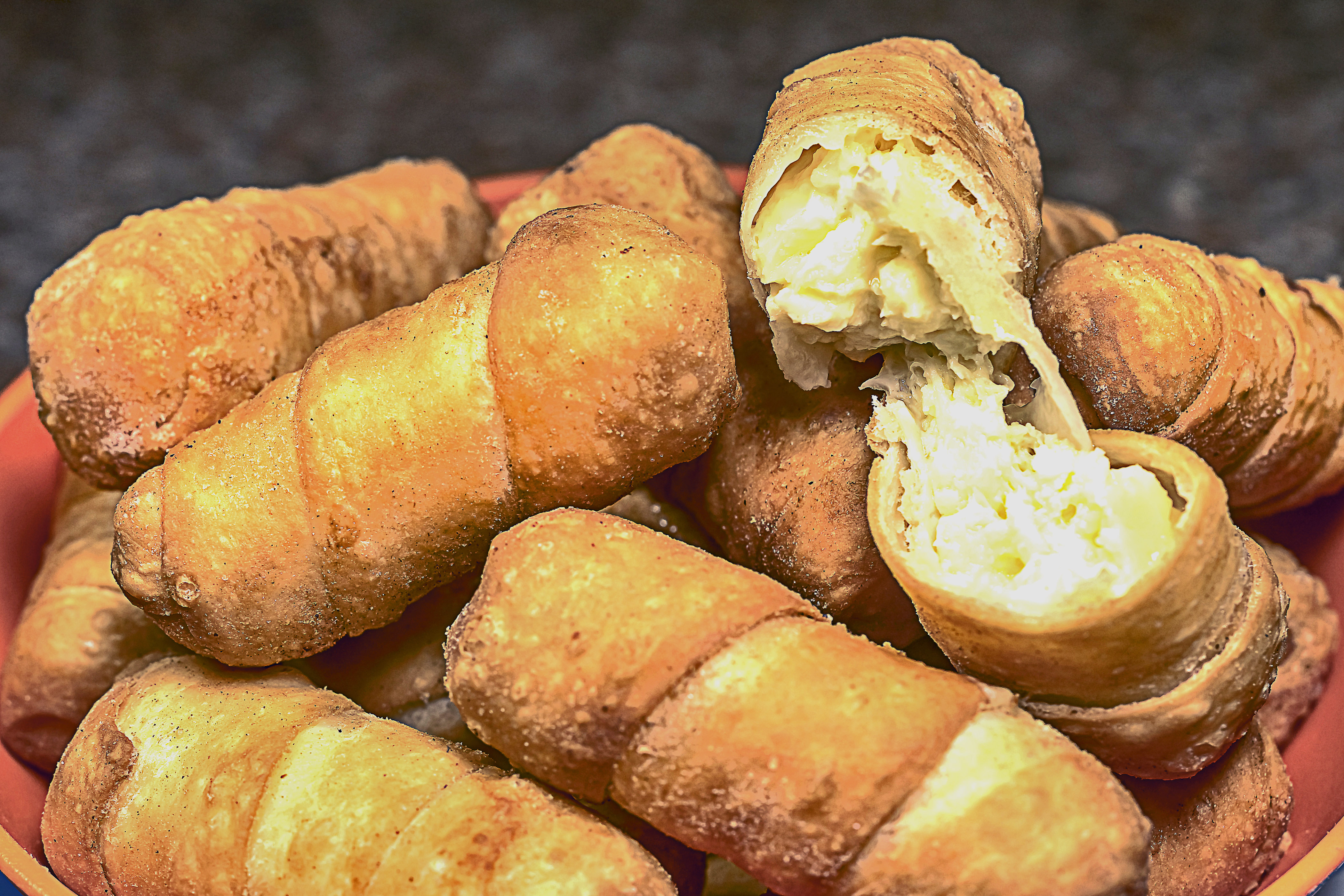
Tequeños.
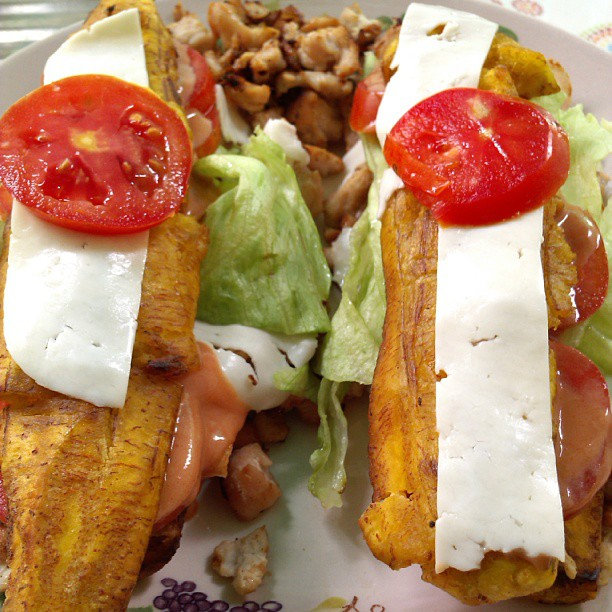
Patacones.

### Salsas
| - Guasacaca. - Mojo. - Ajicero criollo. - Catara. - ajo. - Suero de leche. |

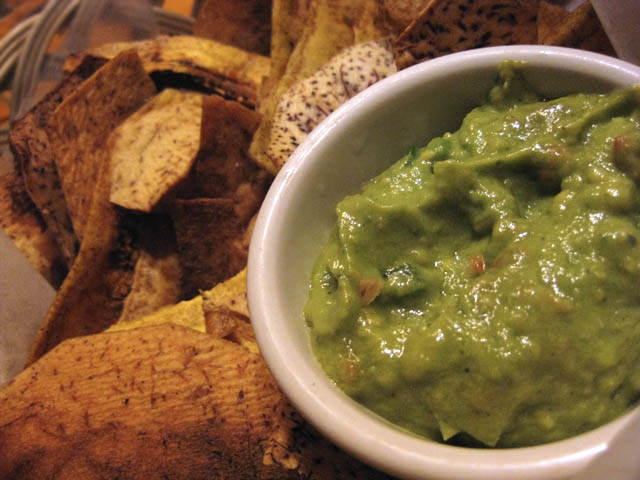
Guasacaca.

Está muy extendido el consumo de otras salsas tales como el ketchup (llamado simplemente salsa de tomate), mayonesa, salsa de soya, mostaza, Worcestershire (salsa inglesa), tabasco, salsa rosada, salsa tártara, etc. (aun no siendo autóctonas).
También es muy común el consumo de alimentos untables (si bien la mayoría de ellos no son autóctonos), tales como la margarina (llamada impropiamente mantequilla), crema de leche, queso fundido (llamado por metonimia Cheez Whiz), queso crema, jamón endiablado (llamado diablitos), etc. Todo ello principalmente con las arepas, casabe, pan, etc.

## Quesos
Venezuela tiene la mayor cantidad de quesos frescos del mundo, se trabajan muy artesanalmente con leche cruda de ordeño. En gran parte los queso son de leche de vaca, pero también existen de búfala y cabra.
Variedades de quesos en Venezuela:
- Llanero o churuguara (duro y semiduro)
- Guayanés
- De mano
- Telita
- Crineja (trenzado y elaborado con leches de vaca y cabra)
- Palmita (llamado también "chillón")
- Paisa (marca comercial vulgarizada para mencionar al queso fresco pasteurizado).
- De año

Estos quesos suelen ser frescos (excepto el queso de año) y se consumen rallados o troceados junto con arepas, empanadas, cachapas, pan, etc.; o bien con platos como pastas o pabellón criollo. También hay quesos alóctonos de consumo extendido como el gouda y el edam (llamados queso amarillo), el americano (llamado queso Kraft por metonimia), etc.

## Dulces
| - Alfajores. - Alfeñique. - Almidoncitos. - Abrillantados - Arroz con coco. - Arroz con leche. - Catalina/cuca/paledonia - Churros. - Arepa dulce. (Arepa con Papelón) y (Arepa Frita) - Piñonate. - Dulce de lechosa (papaya). - Dulce de paleta. - Dulce de semeruco. | - Dulce de leche. - Quesadilla (no confundir con la quesadilla mexicana ya que es un plato salado). - Jalea de mango. - Juan Sabroso. - Majarete. - Melcocha. - Merey pasao - Quesillo. - Naiboa - Torta de piña. - Buñuelos de yuca o batata. - Mandoca. - Golfeado. | - Almojábanas andinas. - Mazamorra - Torta Bejarana. - Torta Negra. - Torta tres leches. - Negro en camisa. - Huevos chimbos. - Suspiros. - Cascos de Guayaba. - Panelas de San Joaquín | - Conserva de coco. - Conserva de guayaba. - Galletas polvorosas. - Dulce de leche (arequipe). - Caspiroleta. - Torta de pan. - Cajeta. - Turrón de semillas de auyama. - Turrones de merey. - Alfondoque |

Aun cuando no son autóctonos, está extendido el consumo de otros dulces tales como la selva negra, natillas, pie de limón, arroz con leche, berlinesas (llamadas bombas o pavitas), palmeras, milhojas, torta ópera, etc. Por otro lado, tras el origen del refresco Frescolita, surgió el helado frescolita con leche, muy popular en los barrios.
También se consume en Navidad el turrón, herencia de inmigrantes españoles y el panetón originario de Italia.
De igual forma, existieron dulce olvidados con el tiempo como la crema automóvil, elaborada con chocolate, huevo y azúcar. En 1982, su nombre fue rebautizado como Crema de chocolate en baño de María. Otro dulce olvidado del siglo XVIII es un postre hecho a base de crema de leche, naranja y toronja que se conocía con el nombre de totona y era el favorito de Andrés Bello. Es bueno señalar que el nombre de este postre actualmente se considera como un término malsonante.

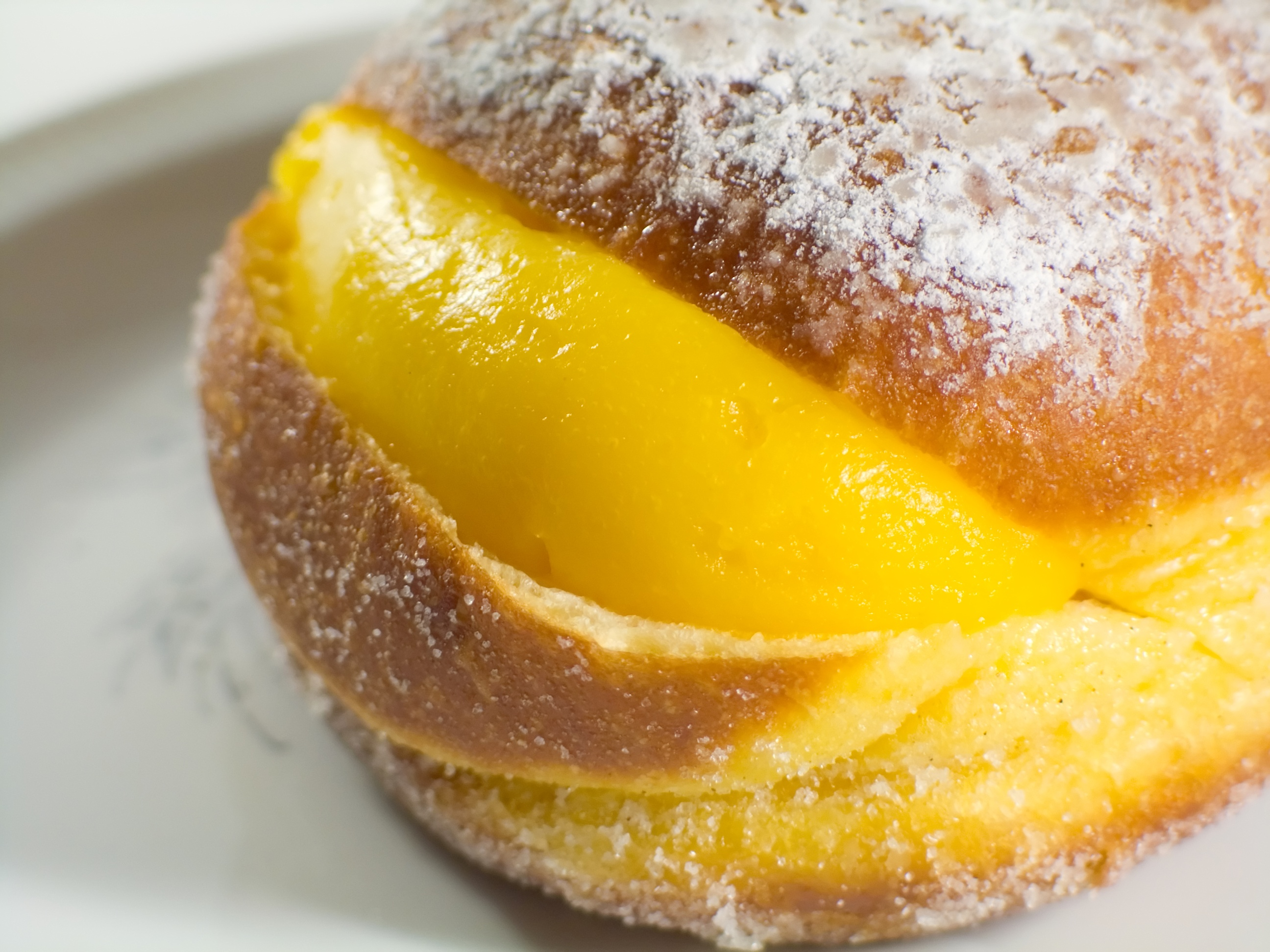
Bombas rellenas.
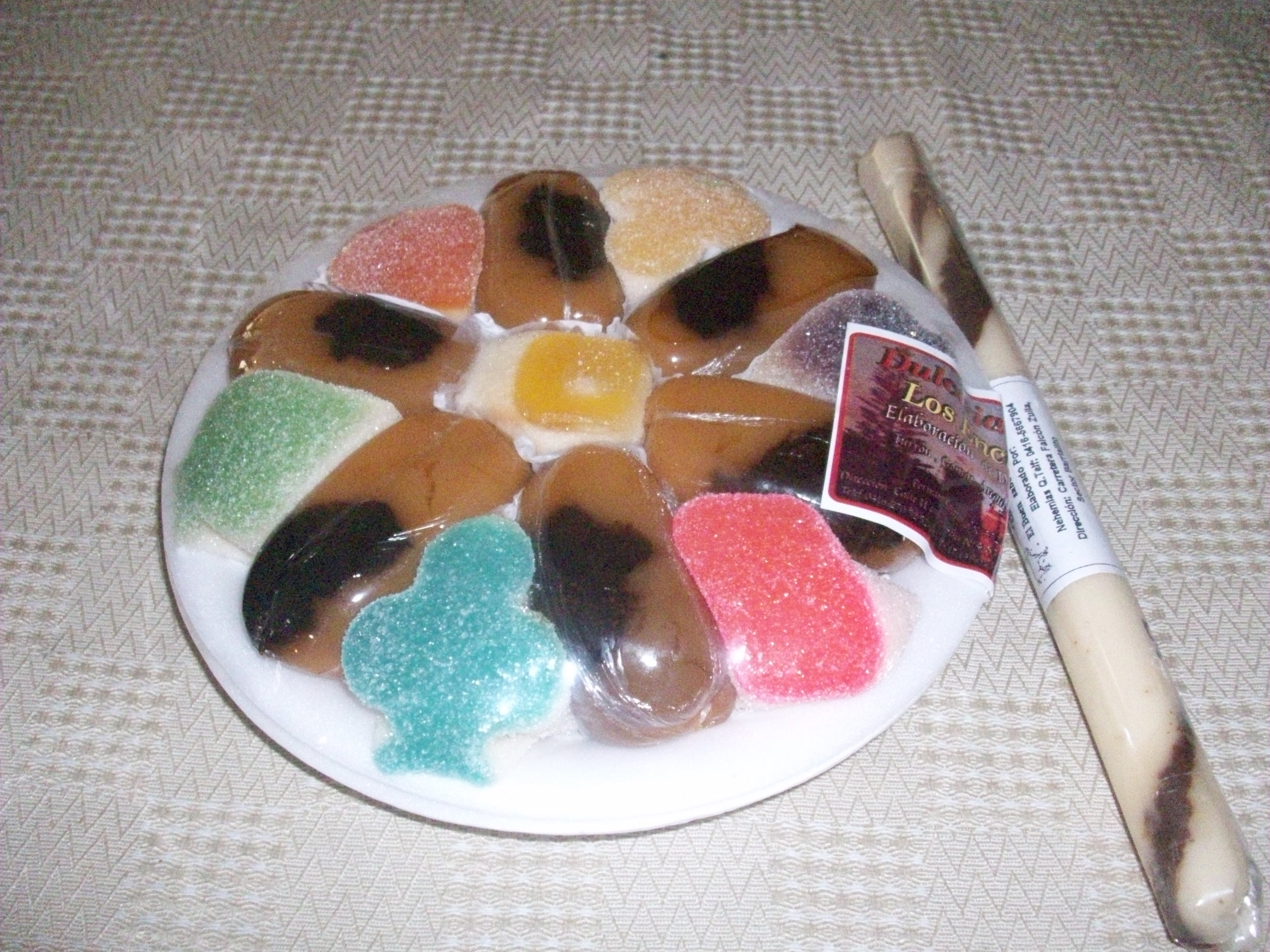
Dulces tradicionales andinos.
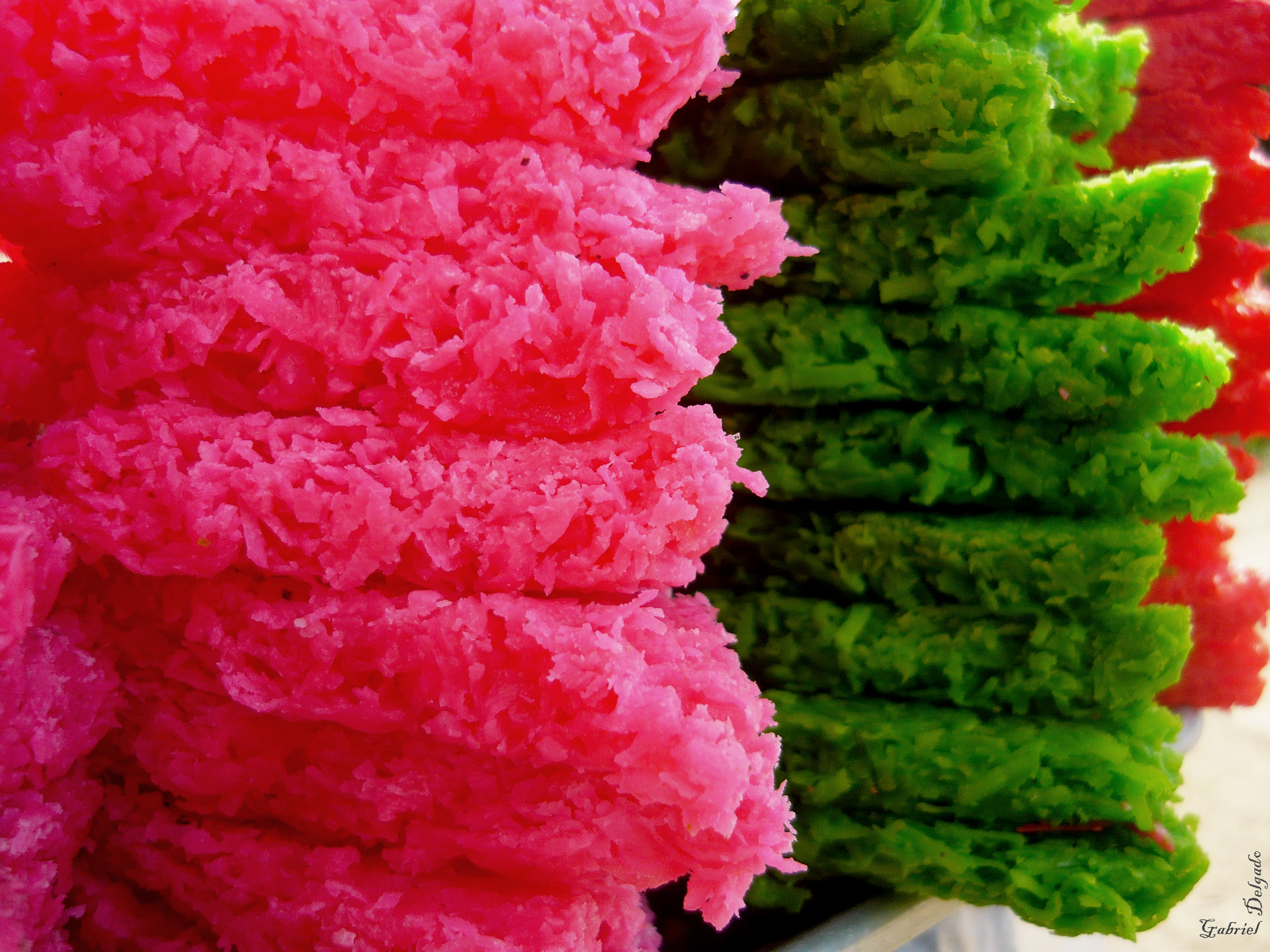
Turrones de coco.
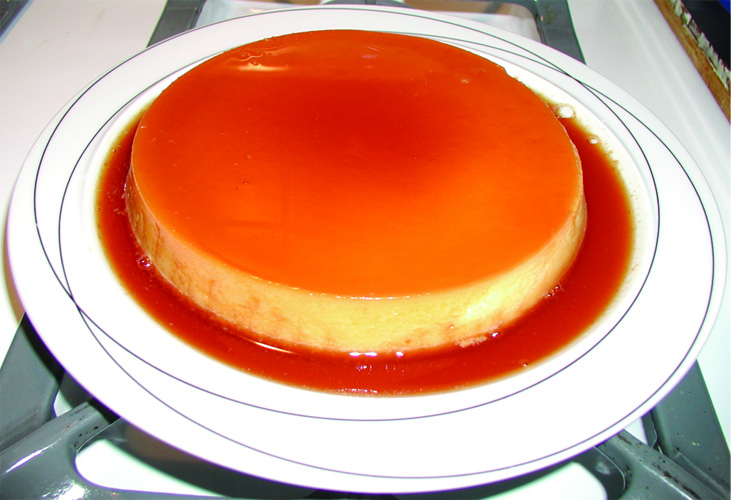
Quesillo.
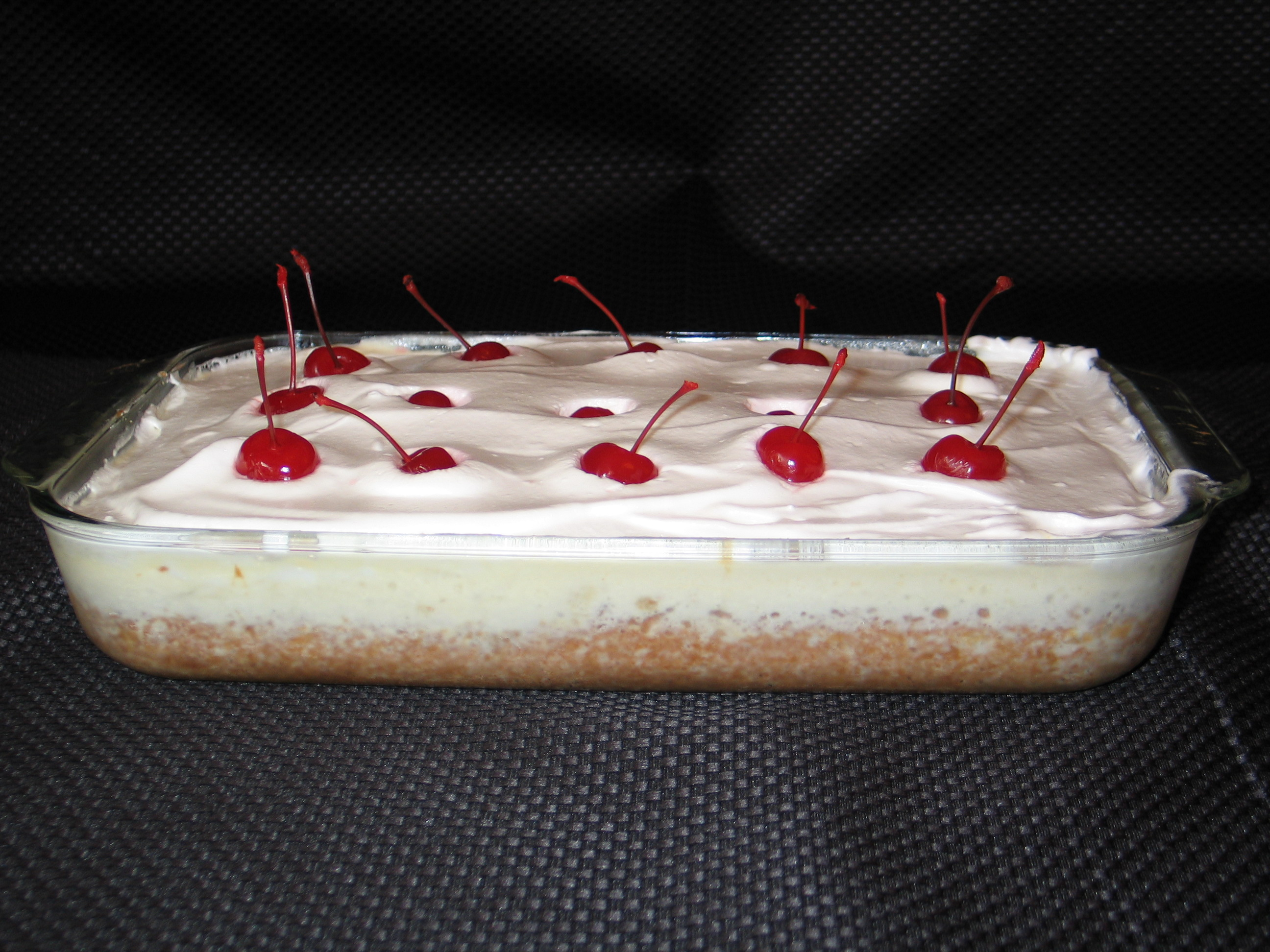
Torta tres leches.
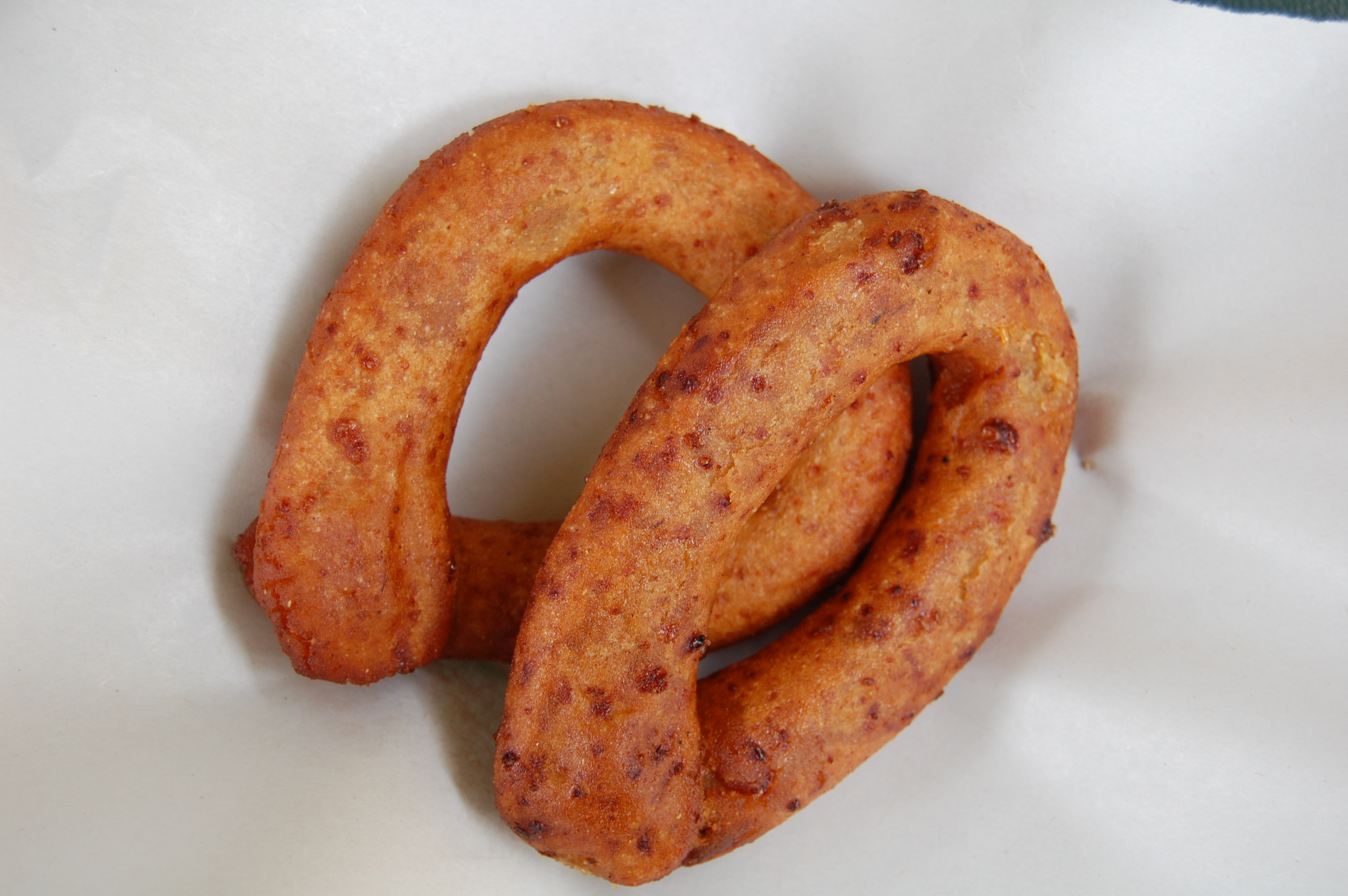
Mandocas.
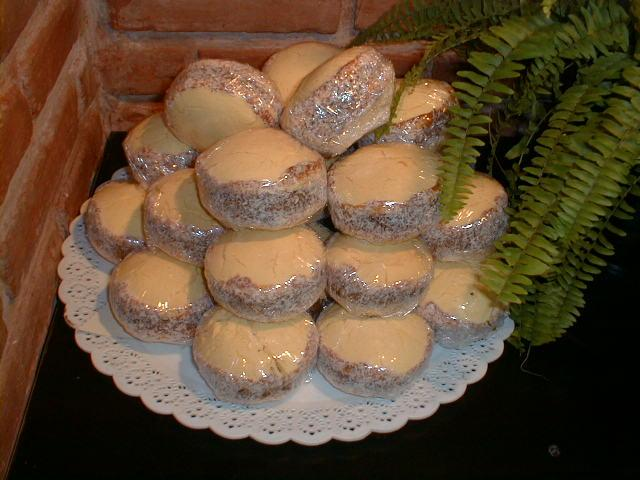
Alfajores.
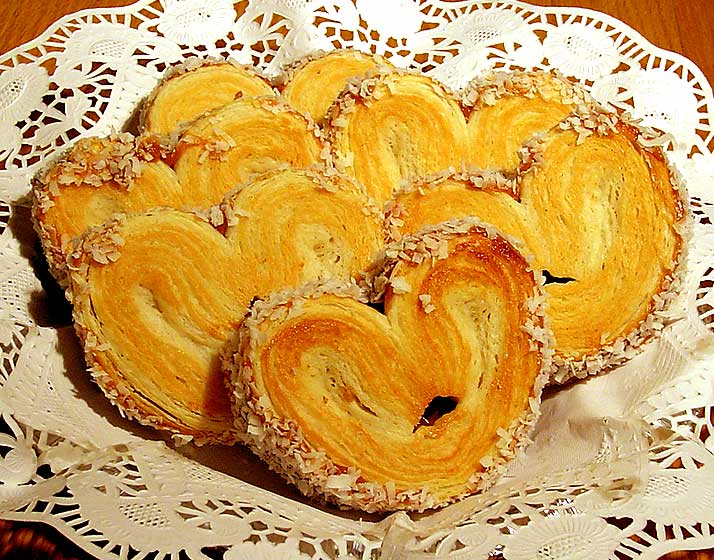
Palmeritas.
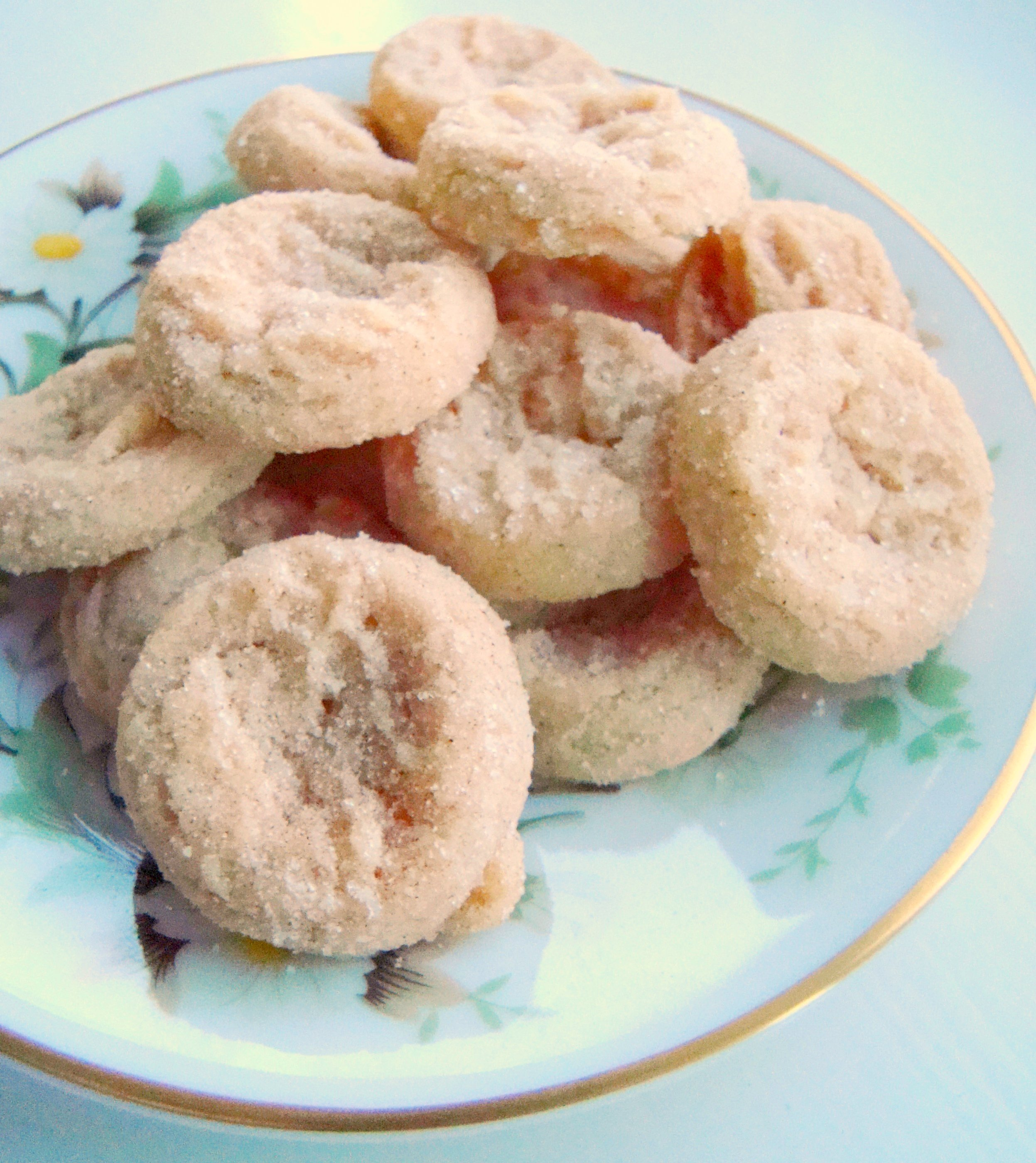
Galletas polvorosas.
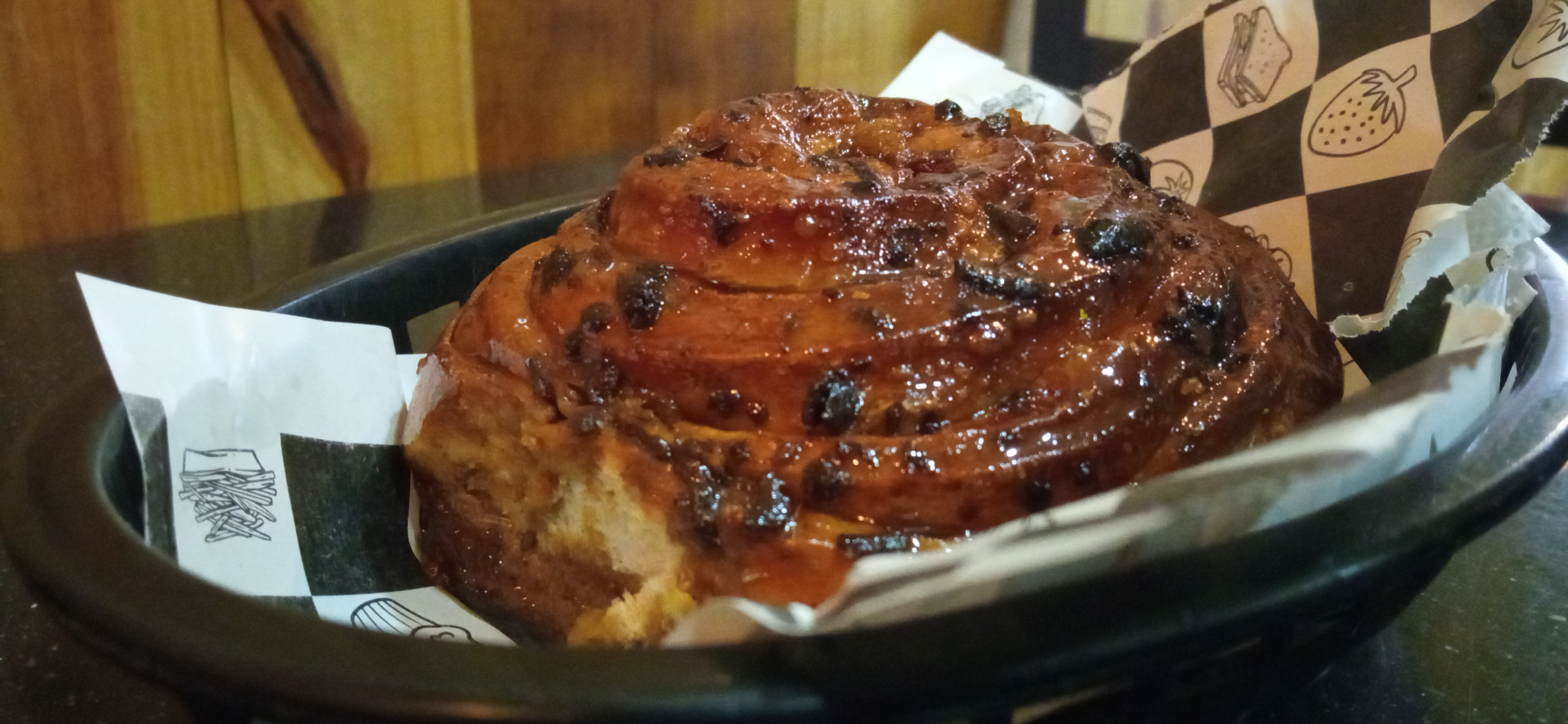
Golfeado.

## Bebidas
La bebida típica de Venezuela es el Papelón con limón. Venezuela es uno de los mayores consumidores de cerveza en el mundo. Es común que el venezolano acompañe sus comidas con jugos de frutas y tallos (ya sean naturales o industrializados) o bebidas gaseosas (refresco o malta). En la costa y grandes ciudades se bebe frecuentemente agua de coco. 
| - Batidos de frutas. - Chicha criolla. - Merengadas. - Chicha andina - Jugo de caña con limón. - Tizana. - Cocada. | - Carato. - Amargo de Angostura - Cebada. - Linaza - 3 en 1 (mezcla zumo de naranja con zanahoria y remolacha roja). - Aguardiente de Morrona Uso Medicinal. - Café |

Respecto al café, se suele consumir con sus variantes tales como:
- Negrito (café puro o expresso)
- Cerrero (café muy cargado y sin azúcar)
- Guayoyo (café diluido, el famoso café americano)
- Marrón (cortado, café con poca leche)
- Con leche
- Tetero (latte macchiato, mucha leche y poco café, también llamado impropiamente café blanco)
- Envenenado (con un toque de una bebida alcohólica, generalmente ron o brandy)

El capuchino y el mokaccino no son autóctonos, sin embargo, su consumo está muy extendido.

Otras bebidas de consumo popular son las llamadas infusiones o tisanas (no confundir con tizana), las cuales en este país se les da el nombre vulgar de guarapos. Las más comunes son la camomila o manzanilla y la tila (llamada tilo). Si bien mayormente tienen fines medicinales algunos las toman por mero placer. Por su parte, el té (no siendo autóctono) también es de consumo extendido, principalmente bajo la forma de té helado (llamado Nestea por metonimia), siendo menos frecuente el consumo de té caliente (generalmente en este último caso se suele consumir con leche en sustitución del café, el té caliente con limón se consume más con propósito medicinal).

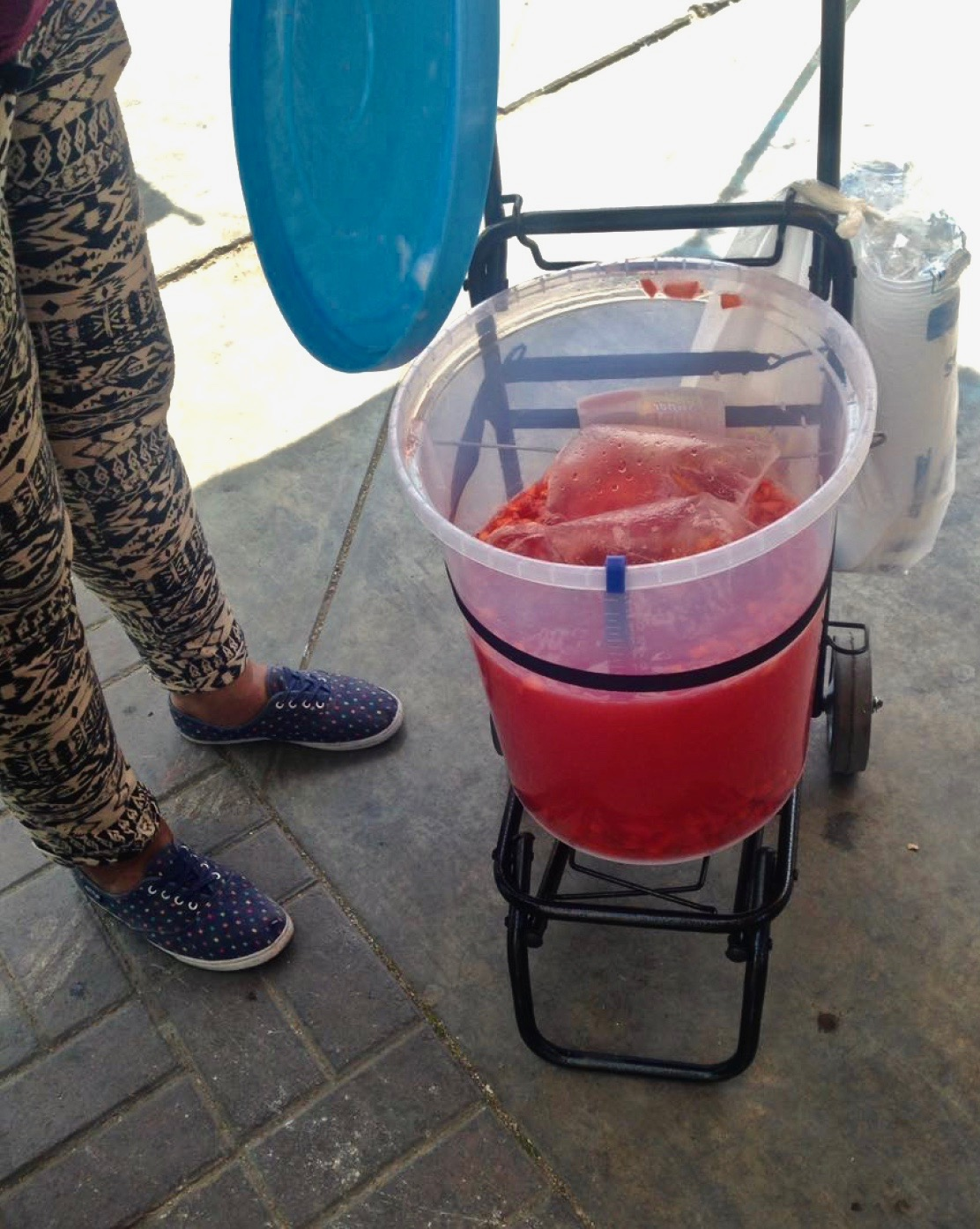
Tizana.
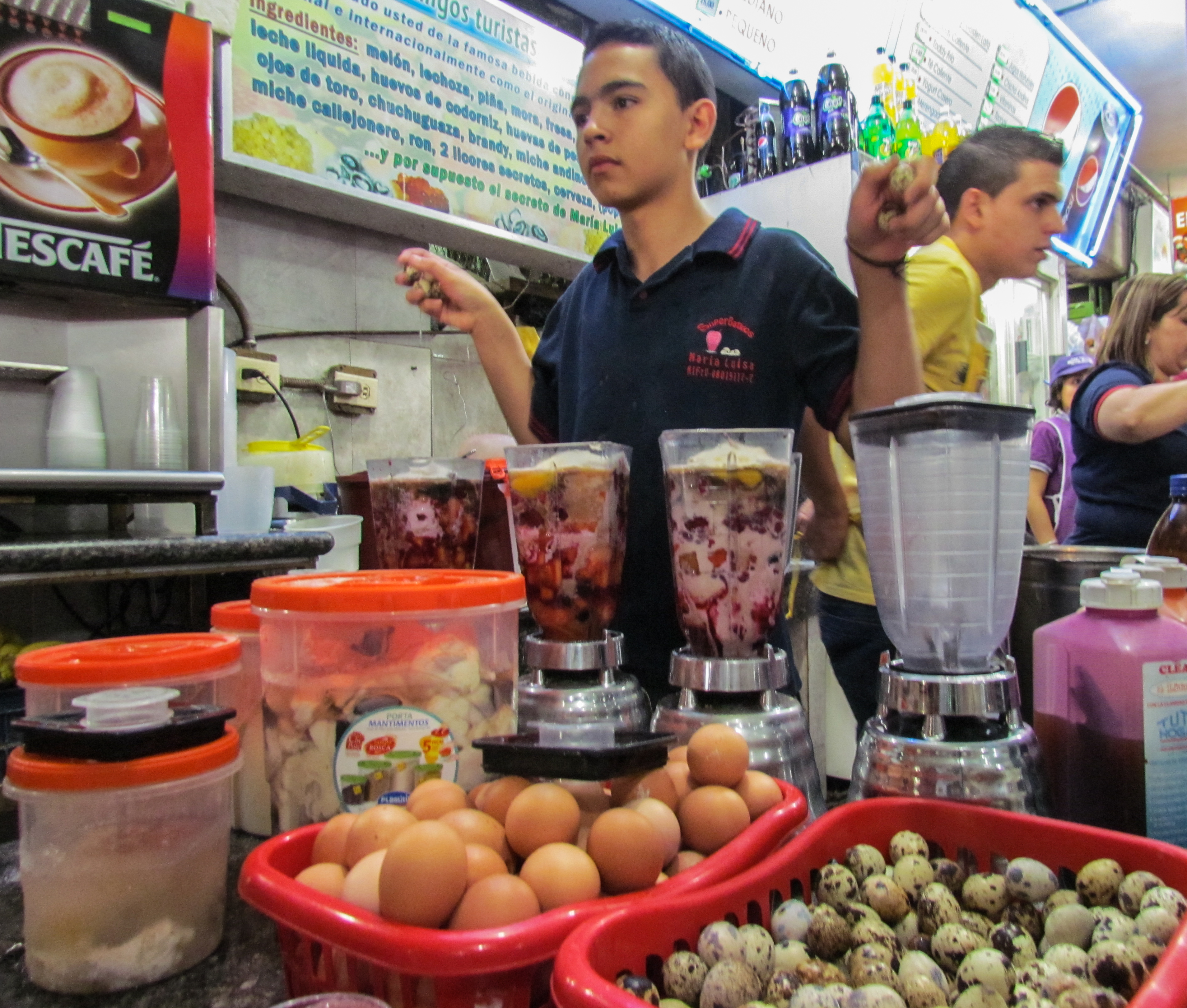
Levantón andino en un mercado de Mérida.

### Con alcohol

#### Cerveza
Es muy común en Venezuela el consumo de cerveza, particularmente la de tipo Pilsen bajo las marcas Polar, Regional y Zulia. Existen también otros tipos como la Helles (Solera o "Solera verde"), Pale Lager (Solera Light o "Solera azul"), Märzen, IPA, Kriek, Reserva y Kölsch. Estas últimas de la colección Placeres Maestros de Solera (Empresas Polar).

#### Ron
- Ron.
- Ron de ponsigué.
- Cuba libre.
- Guarapitas.
- Levantón andino.
- Brujita (ron con una mezcla de frutos, maderas y hierbas de uso medicinal o comestible)

También está muy extendido en Venezuela tomar el famoso cóctel daiquirí (si bien no es autóctono, pues es originario de Cuba). Cabe destacar que este nombre también designó una agrupación musical.

#### Vino
Con respecto al vino, si bien hay algunas variedades nacionales su consumo no es tan común a diferencia de países como España o Chile, por lo cual se circunscribe a ocasiones especiales. En Carora, se pueden localizar bodegas vitivinícolas, donde se trabajan al menos tres variedades de uvas, Syrah, Tempranillo y Petit Verdot. Principalmente se importan vinos de Argentina, Chile y España. 
Aun así, son muy típicos los vinos de Bodegas Pomar (propiedad de Empresas Polar). De esta misma casa, también se elabora la sangría Caroreña, la cual lanzó en el año 2021 una versión gasificada llamada Caroreña Verano que es expendida y consumida de la misma forma que la cerveza tipo Pilsen. Otras marcas de sangría lo son: La Tóxica, La Titi, La Diosa, La Que Manda y Mal Portada, las cuales se han hecho famosas mayormente debido a la publicidad hecha por influencers de las redes sociales (principalmente Instagram y TikTok).

#### Whisky
También es consume whisky escocés es poco frecuente y se acompaña con agua, soda o agua de coco, principalmente en ocasiones especiales. Localmente se elabora el whisky Sir Xpecial, añejado ocho años en barricas de roble en los estados Sucre y Monagas, que en 2022 ganó medalla de plata en el World Whisky Masters en Londres.

###### Otras bebidas
- Cocuy
- Miche andino
- Ponche Crema (consumido en época decembrina)
- Anís: El más conocido es el Anís Cartujo, si bien también hay marcas como Bandera y Eléctrico.

Las personas de mayor poder adquisitivo suelen tomar bebidas más refinadas y exóticas como: brandy, Cointreau, Sambuca, Amaretto, Frangelico, Kahlúa, etc.

## Platos en algunos estados de Venezuela

### Amazonas

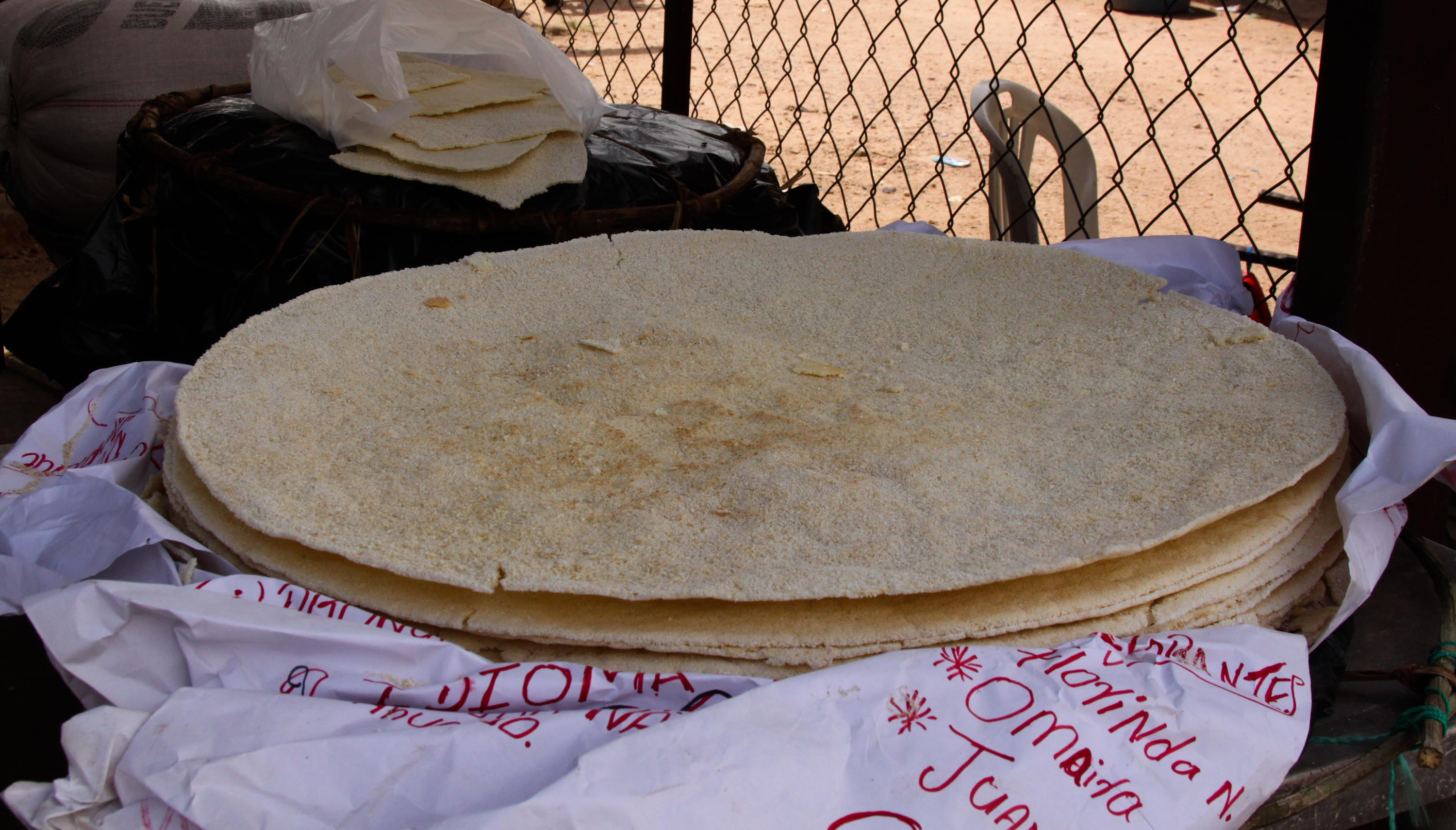
Casabe hecho en el estado Amazonas.

Existen restaurantes donde se sirven los mejores platos de la zona: tortuga preparada en su carapacho, danta, lapa; también pescados de las más finas cualidades, como el morocoto, la curbina, la palometa, el bocón, el caribe, la guabina, el pavón y el lau lau; entre las aves: el paují, pato silvestre, el pavo y la gallina.
En Amazonas se dan frutos como el pijiguao, el túpiro, la cocura, el moriche, el copoazú, la curuba, la manaca, las piñas y el ceje; este último se recolecta en todo el estado, especialmente en los valles de los ríos Manapire, Casiquiare, Sipapo, Cuao y Ventuari; de él se extrae el aceite de ceje, dotado de propiedades medicinales

### Anzoátegui

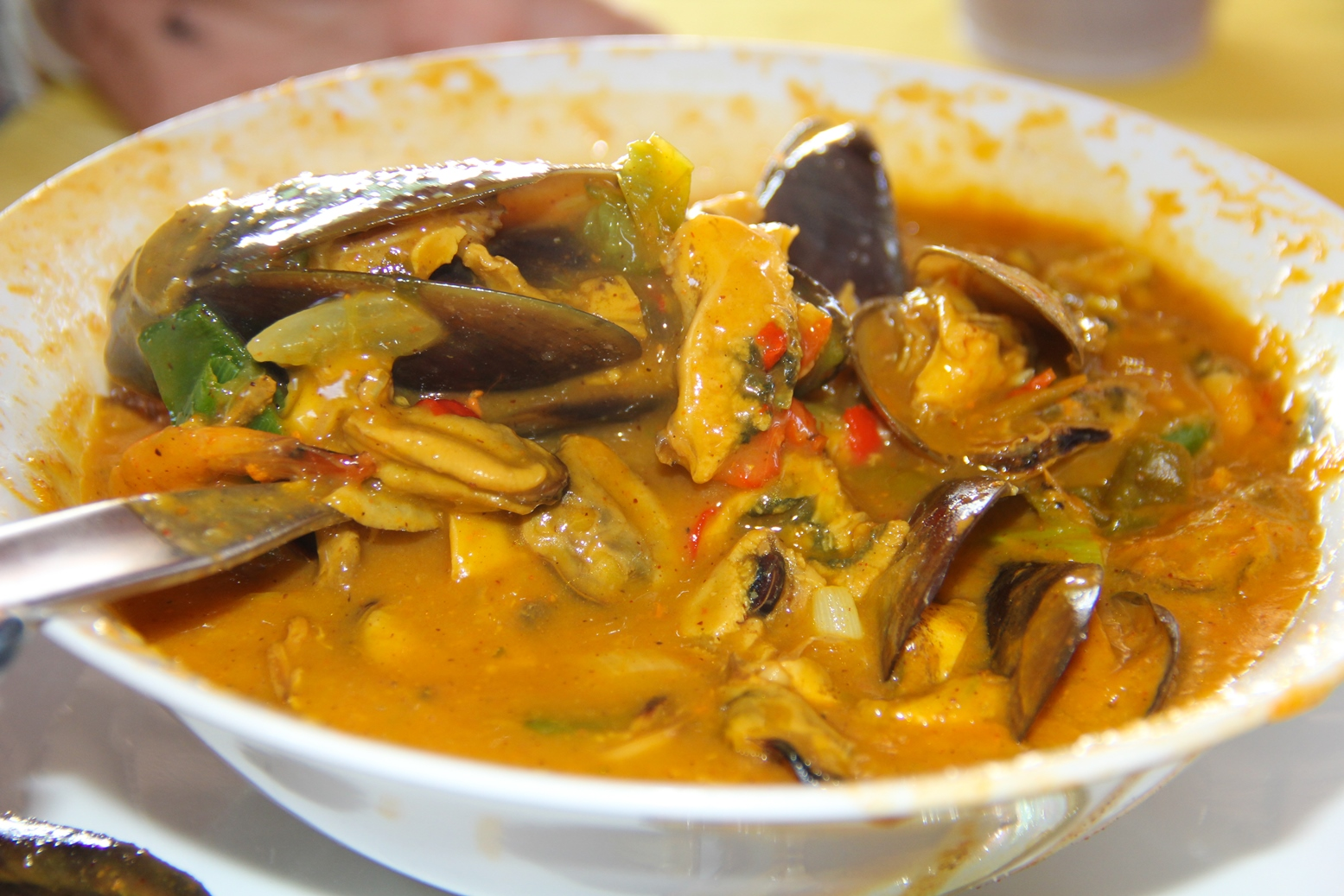
Asopado de mariscos, plato típico del estado Anzoátegui.

Entre las principales bebidas encontramos: agua de coco, guarapo de piña, guarapo de papelón, ron con ponsigué y ron con píritu, jugo de mango verde. Entre los dulces típicos de la región se encuentran: Majarete, Arroz con Coco, Buñuelo, Jalea, Dulce de Merey y Dulce de Lechosa. Los pescados y mariscos, el Pastel de Morrocoy, Talkarí de Chivo, Pastel de Chucho, Hervido de res, Chicharrón. Morcilla y las Huevas de Lisa representan los platos más exquisitos de la región. Casabe. Torta elaborada con harina extraída de la yuca o mandioca, que es el pan típico de la región.

### Aragua
- Albóndigas victorianas
- Mondongo
- Rodilla de cerdo

### Bolívar
La gastronomía del estado Bolívar, es el resultado de la fusión de varias culturas indígenas venezolanas. Se caracteriza por el uso de: la yuca, el palmito, el merey, el maíz y el pescado de río, de donde derivan platos con sabores únicos y extraordinarios.
El estado Bolívar posee una gastronomía muy variada utilizando los productos de la zona, siendo el casabe (preparado de la yuca) el principal acompañante de los diversos platos, destacándose luego el pescado de río, conocido como la sapoara y el merey de donde se preparan diversos dulces, turrones, etc.También se elaboran variedades de quesos como:El telita, queso de mano y guayanés (de un modo particular este último), entre otros.
Además de contar con función gastronómica en el caso del Callao dónde llegaron muchos migrantes en busca de oro en tiempos de antaño, comidas tales como El roti,  es un tipo de pan de trigo de origen indio; tiene forma de crepe y puede tener diferentes rellenos, como guiso de pollo, de carnes o de arvejas, y se envuelve como una especie de sobre. Hay varias versiones del roti, como una de las mazas que en la antigüedad endulzaba con puré de plátano, también está la que lleva vegetales sofritos con condimentos, y el relleno de las hallacas con pasas y huevos.
Pelado de gallina: es una especie de arroz caldoso típico de la región Guayanesa. Este plato llegó a Venezuela desde Trinidad.
Acrá: en El Callao era fácil conseguir bacalao a mediados del siglo pasado. Con este pescado salado se hacen unas torrejas con huevo, harina de trigo, perejil y mucho cebollín. Este plato proviene de las Antillas francesas.
Kalalú o calalú (callaloo): proviene de las Antillas inglesas, en especial de Jamaica. En El Callao se adaptó a los ingredientes de la zona. En el pueblo guayanés se consume en dos versiones: una en forma de sopa y otra como acompañante de carnes guisadas. El kalalú o calalú se prepara con hojas de ocumo, jamón, mantequilla y quimbombó. En ocasiones se añade cangrejo.

### Carabobo

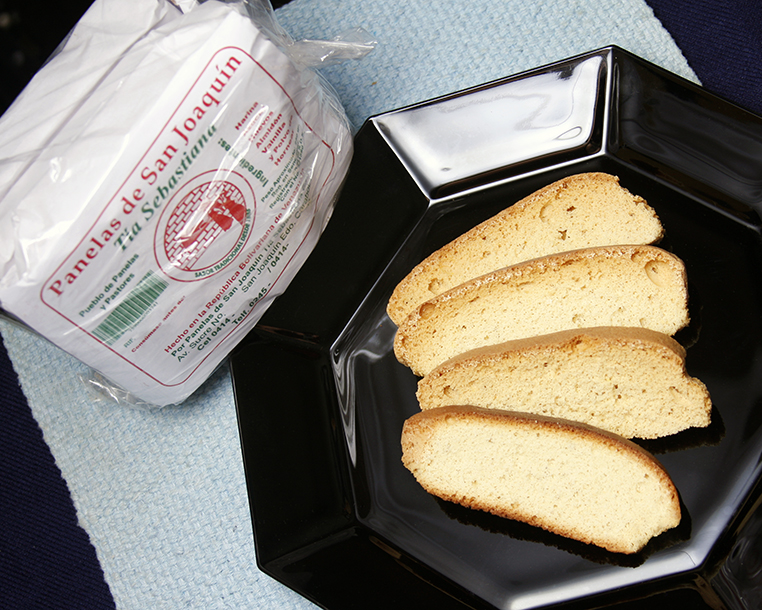
Panelitas de San Joaquín.

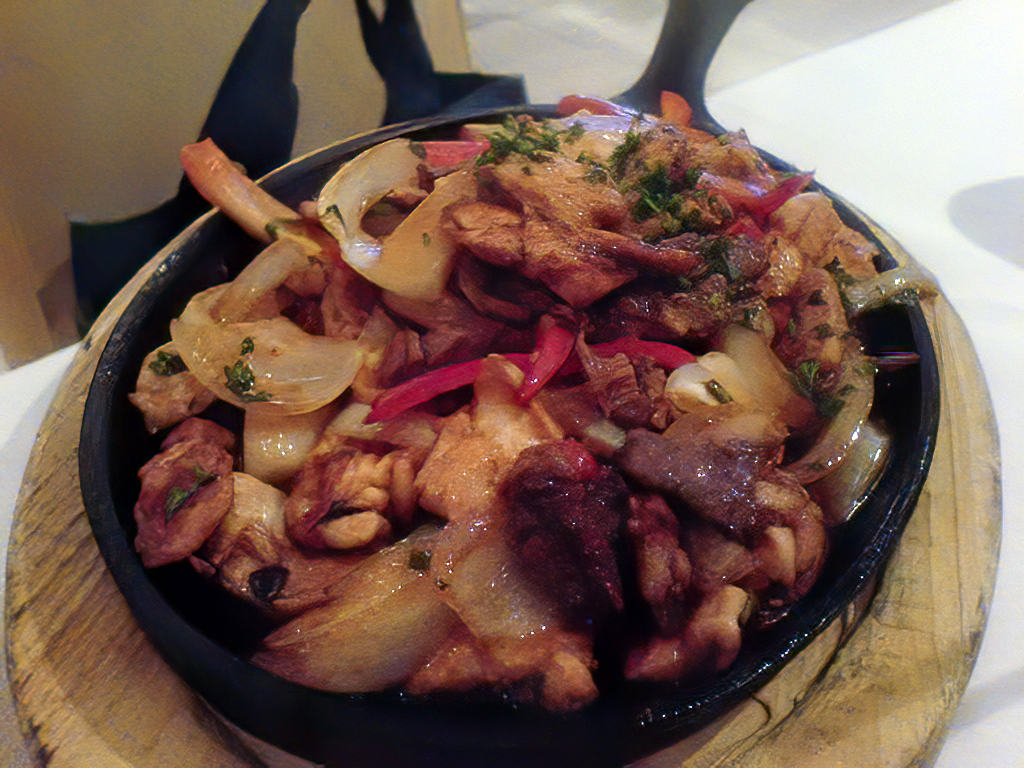
Fajitas de carne y pollo con vegetales. La comida mediterránea es muy común en la región central del país, debido a la inmigración de europeos en Venezuela.

El Estado Carabobo tiene una cocina con muchos componentes comunes al resto de Venezuela como: cachapas, empanadas, arepas y hallacas. Aparte de eso, tiene algunas particularidades, como son:
- La chicha de maíz
- El pescado frito con tostones y ensalada en la zona costera (Puerto Cabello y Morón)
- Pargo preñao
- El quesito valenciano, preparado con queso blanco, pimentón rojo y verde, cebollas, mantequilla y leche; el cual se usaba a su vez como relleno de otro plato típico de localidad
- La arepa de Pernil (Arepa o Tostada de Chencho).
- El Pabellón criollo
- La carne de cochino con el chicharrón en la zona oriental (Guacara, Mariara y San Joaquín)
- Los tequeños de jojoto
- La mermelada de naranja casera
- La ensalada diplomática
- Las empanadas operadas
- La hallaquitas con funche aliñado
- El pollo con naranjas
- La torta de pan
- Dulces a base de almíbar
- Los dulces de naranja, limón y las conservas de naranja.
- Las panelas de San Joaquín, producidas en San Joaquín y vendidas en sus alrededores.
- Empanadas de calzon en El Palito
- Cacao de Bejuma y Patanemo

### Cojedes
En esta entidad federal es típico el llamado pabellón criollo alterado, el cual es una variante de aquel platillo en el cual se sustituye el arroz por espaguetis y se acompaña de un huevo frito. También al igual que en otras entidades federales se consumen las cachapas, cochino frito, chicharrón, etc.

### Falcón
- Arepa pelada
- Mondongo de chivo
- Tarcarí de chivo
- Chivo en coco
- Talkarí de Chivo (Paraguaná)
- Hervido de pescado paraguanero
- Pescado frito con tostones y ensalada (Tucacas y Chichiriviche)
- Queso de cabra

Postres:
- Dulce de leche de Cabra

### Guárico

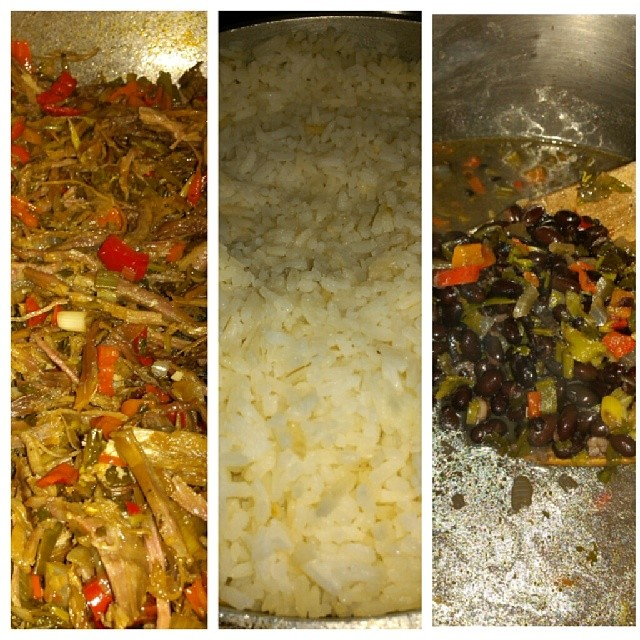
Pisillo de chigüire, arroz y caraotas negras, un plato muy típico en el estado Guárico.

El plato símbolo por excelencia es el “Pisillo Guariqueño”, una fritura aliñada con ajo y ají dulce en la que se encrespan las hilachas de carne de venado salada y secada al sol, así como también carne de ganado, pescado o chigüire.
El tradicional sancocho de gallina también es preparado con frecuencia en esta región. El ingrediente básico es la gallina, cocinada con aliños verdes en abundancia y verduras. Otro plato muy conocido en todo el territorio nacional, pero que en San Juan presenta una variación es el mondongo, ya que adicionalmente a las verduras y la carne de res, se le agrega limón, patas de ganado y panza.
Otro plato no muy conocido, pero muy recomendado y buscado, es la palometa frita, en donde se emplea la carne de este exquisito pescado, aderezada con ajo, sal y limón; para luego freírla envuelta en harina. También es muy famoso el pastel de morrocoy, plato muy preciado en todo el país, cuya elaboración se basa en la carne de morrocoy, aliños, pasas, huevos, papas, vino y picante. La variante de esta receta –considerada un manjar– es el pastel de tortuga, que posee los mismos ingredientes, a excepción de la carne. En algunas partes del país, esta tradición culinaria ha ido disminuyendo por razones ecológicas, con el fin de preservar la especie. Sin embargo, aún son muchos los sitios donde puede degustarse.

### Lara
- Tostadas caroreñas
- Parrilla 7 montes
- Chanfaina (guiso de vísceras de ganado caprino)
- Patas de grillo o pat'e grillo (carne de ganado caprino desmechada y frita)
- Lomo prensado
- Mondongo de chivo
- Ovejo asado
- Longaniza sanareña

Entre los postres están:
- Dulce de leche cortada
- Dulce de piña

Bebidas típicas:
- Cocuy de penca (similar al tequila)
- Guarapo de caña
- Vino de semeruco

En este estado se suele usar como acompañante de los desayunos y almuerzos un producto lácteo cremoso, acidificado y salado llamado suero de leche o simplemente suero (no confundir con el verdadero suero de leche), el cual se elabora con leche de vaca o de cabra.
También es muy extendido en este estado el consumo de pasta (espaguetis) con frijoles negros (caraotas).

### Mérida

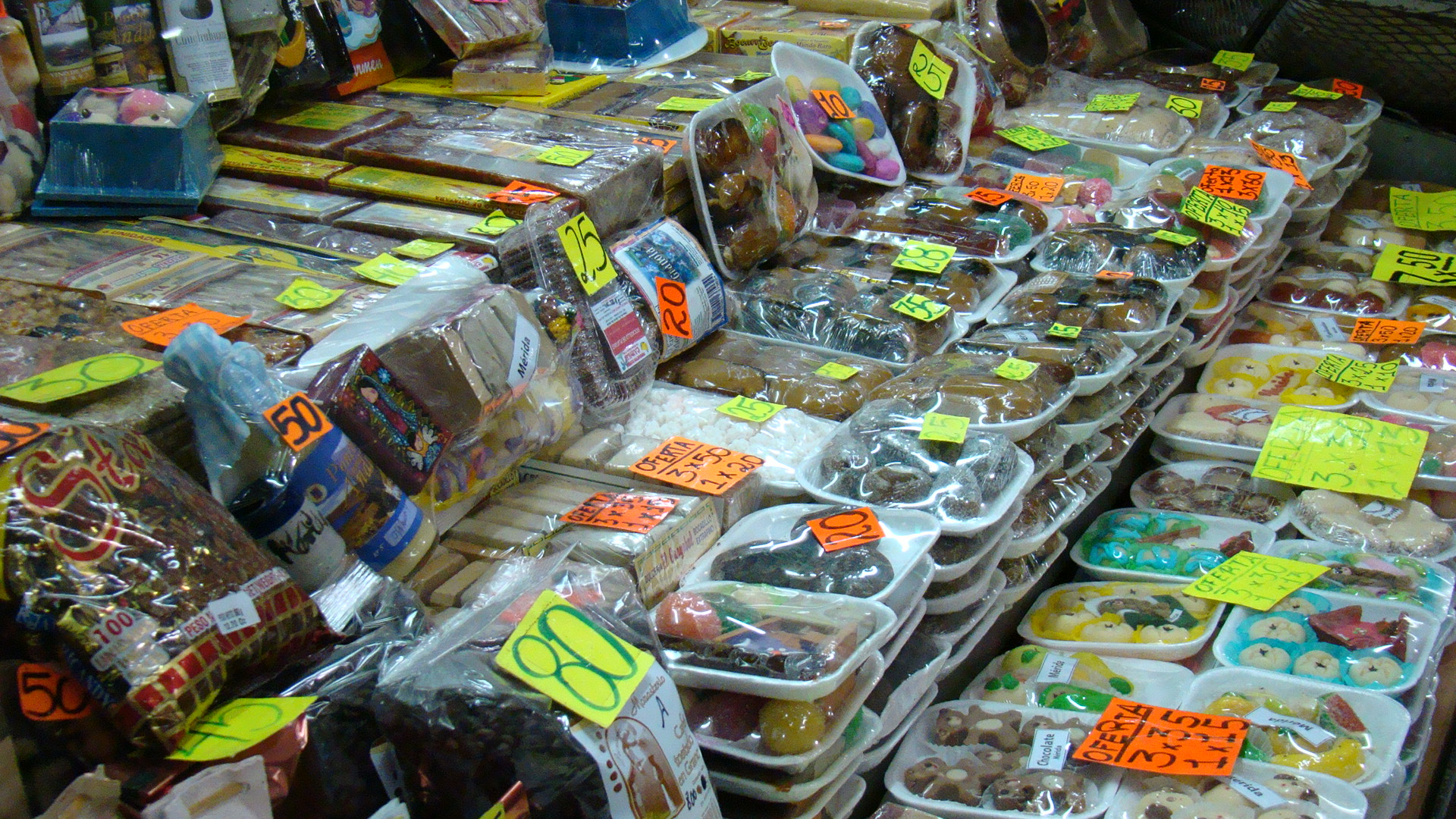
Dulces tradicionales del estado Mérida.

Existen otros platos merideños, entre ellos las variables maneras de preparar las truchas, el famoso queso ahumado, las arepas de trigo, postres como los dulces abrillantados, sopas como el Mute o mondongo, otros dulces son; El Alfondoque,  los higos cubiertos. Así como ponches y bebidas características de Mérida como la Mistela, Chicha andina, Calentaíto, el chorote, el aguamiel, el levantón andino, el guarapo de piña, las vitaminas, jugo de curuba, el vino de mora, el papelón, chunguete, cochute, sopa de plátano verde, la melcocha, la polvorosa, bocadillos de guayaba, higo relleno de arequipe, dulce de lechoza con hojas de higuera, la caspiroleta, panes merideños, sopas merideñas, en fin son innumerables delicateses que han existido en la historia de la gastronomía Mérideña, existe en la radio merideña unos micros gastronómicos llamados "Nuestra Cocina" con el reconocido locutor y abogado Ricardo Ferrer investigador gastronómico, donde cada día se conoce de la gastronomía merideña, nacional e internacional.
Dentro de la cocina del estado Mérida algunos de los platos más representativos de la misma son los dulces, éstos que tienen procedencia de siglos pasados son preparados tradicionalmente y actualmente son vendidos como recuerdos a los turistas que visitan el estado. Algunos de estos platos dulces son:
- Dulces abrillantados: quizá los dulces más famosos de la entidad, los dulces abrillantados son preparados a base de leche y cubiertos de azúcar. Los dulces eran creados en la antiguada por las monjas del convento de Mérida.
- Chicha andina
- Mermeladas

### Monagas

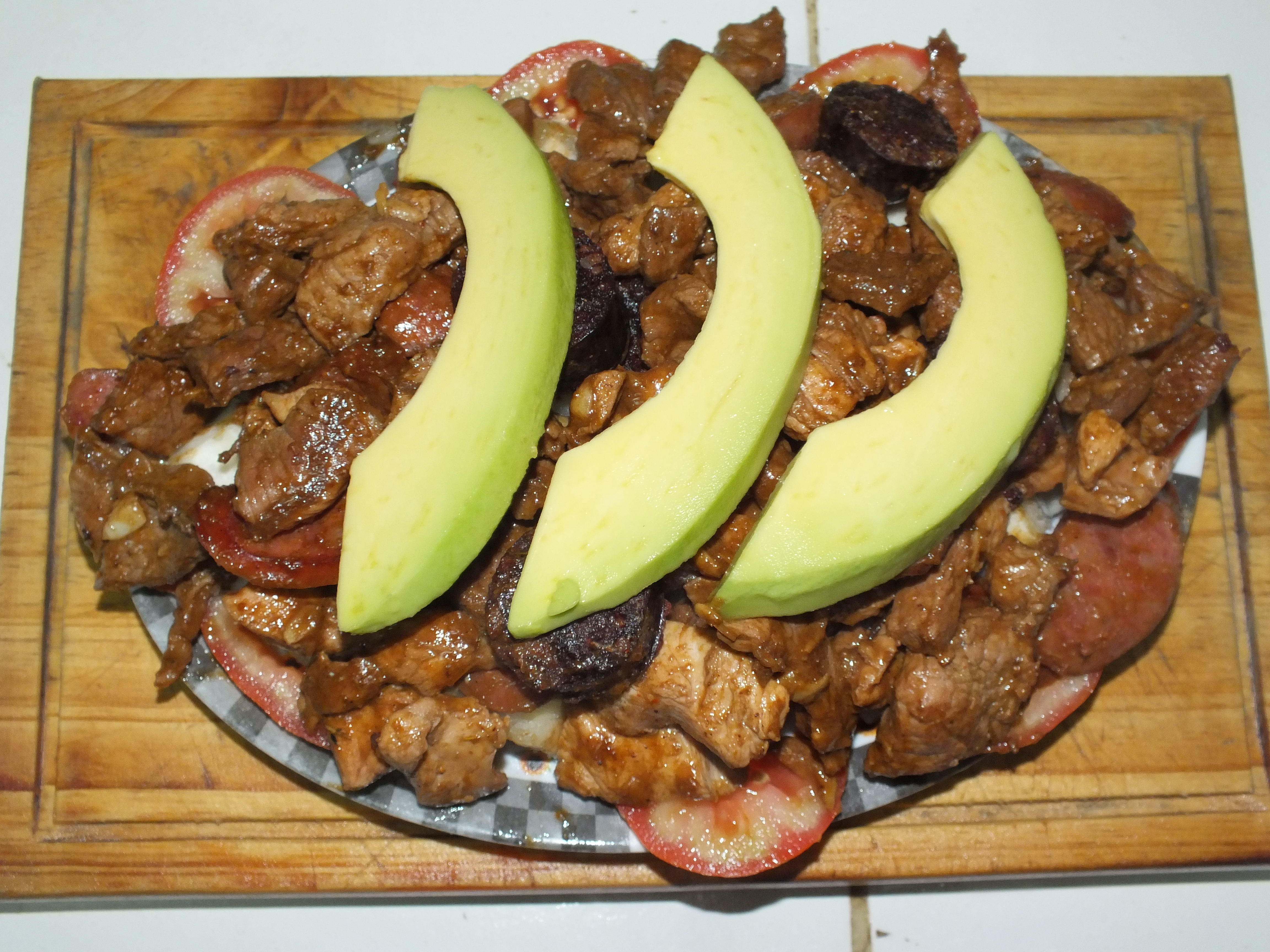
Parrilla típica venezolana.

- Casabe: Acompaña la cabeza de ternera horneada al estilo de la sabana.
- Sancocho de cangrejo de río.
- Sancocho de guaraguara: Sopa elaborada a base de guaraguara (un tipo de pescado de río, llamado también "corroncho"), verduras y ají dulce.
- Sancocho de busco: Sopa elaborada con pescado de río, verduras y ají dulce.
- Cachapa burrera: torta hecha a base de maíz tierno, azúcar y un punto de sal.
- Carato de mango: bebida preparada a base de mango verde sancochado. Se le extrae la pulpa y se licúa con agua y azúcar.
- Dulces de almíbar: se venden en la población de El Corozo.
- Pescado salado (seco) acompañado de batata (chaco) o taro (ocumo chino).
- Torta de jojoto: es hecho a base de maíz.
- Mazamorra: postre hecho a base de maíz tierno.

### Nueva Esparta

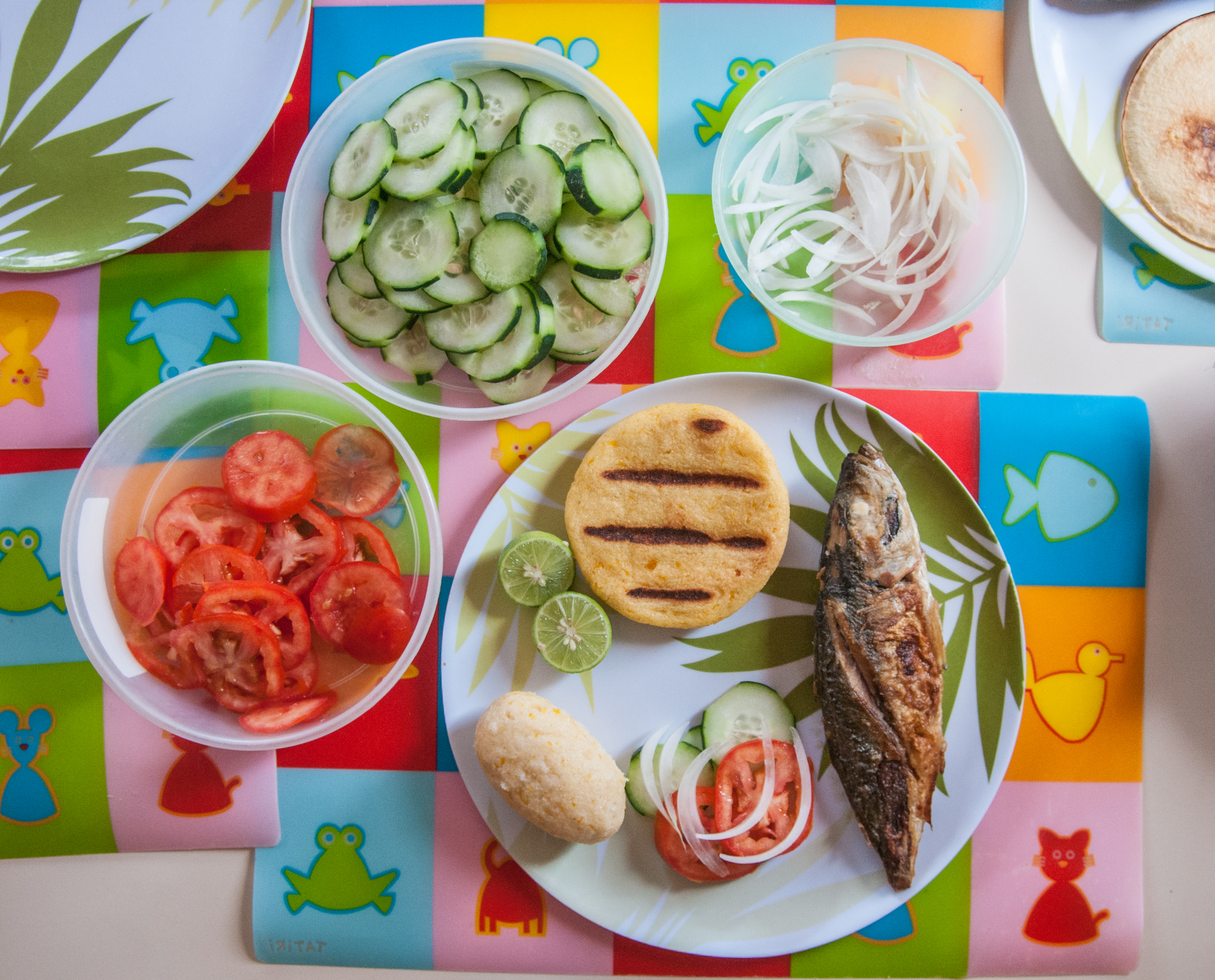
Comida típica en la Isla de Margarita, pescado frito con ensalada de diversos vegetales arepa asada y bollo de maíz.

El estado Nueva Esparta, posee una amplia gama de platos autóctonos, por lo general elaborados a base de productos del mar u obtenidos a través de la siembra local. La torta de cazón podría considerarse como el plato emblemático de la región, es un pastel elaborado con cazón (cría de tiburón) y plátano (similar al pastel de chucho, sólo que aquel se elabora con chucho —pez rajiforme— y posee más ingredientes). Del mismo modo, se pueden conseguir sancochos o hervidos de pescado, que básicamente son sopas elaboradas con peces de la zona (bagre, corocoro, pargo, carite, etc.) acompañados de raíces, tubérculos y verduras como yuca, ocumo, auyama y plátano verde o topocho. Entre los productos de la tierra usados en la gastronomía local, sobresalen el tomate y ají margariteño (de la isla de Margarita), reconocidos en toda Venezuela por su alta calidad en cuanto sabor y textura.
También se consumen pescados fritos o asados, entre los cuales resalta el corocoro (Haemulon plumierii), el pargo, el carite, la catalana, la raya  etc; acompañados de arepas o casabe. No menos importante es el pabellón margariteño, el cual viene a ser una variante del pabellón criollo donde se sustituye la carne mechada por guiso de cazón. Con dicho guiso también se rellenan las típicas empanadas.
Igualmente cobra especial importancia la elaboración de platos de mariscos, principalmente las almejas (llamadas guacucos o chipichipis) que se suelen preparar bajo la forma de consomé o bien guisadas; así como los mejillones, camarones, cangrejo, langosta, etc. También está el asopado de mariscos conocido con el nombre de fosforera.
Entre los dulces típicos están el de jobito, de jobo de la India, de lechosa, las delicadas de frutas como guayaba y mango, la conserva de chaco (batata) y el piñonate, típico de la población de San Juan Bautista.

### Sucre
La influencia antillana en el estado Sucre no solo se refleja en la música, la arquitectura y la lengua patuá (que aún hablan muchas personas mayores), sino muy especialmente en el arte culinario. En particular, la cocina de la península de Paria es un crisol de elementos franceses, corsos, indoamericanos, africanos, españoles, ingleses e indianos. 
- Chorizo carupanero
- Pastel de chucho
- Cuaja'o cumanés
- Pepitonas
- Fosforera (asopado de mariscos)
- Arroz a la marinera
- Roti
- Los coctelitos cumaneses, combinación de moluscos marinos.[17]

Bebidas:
- Ron con ponsigué

### Táchira
- Pisca andina
- Arepa de trigo
- Mute andino
- Pastel de yuca

Bebidas:
- Chicha andina
- Masato (similar a la anterior pero con arroz o yuca)

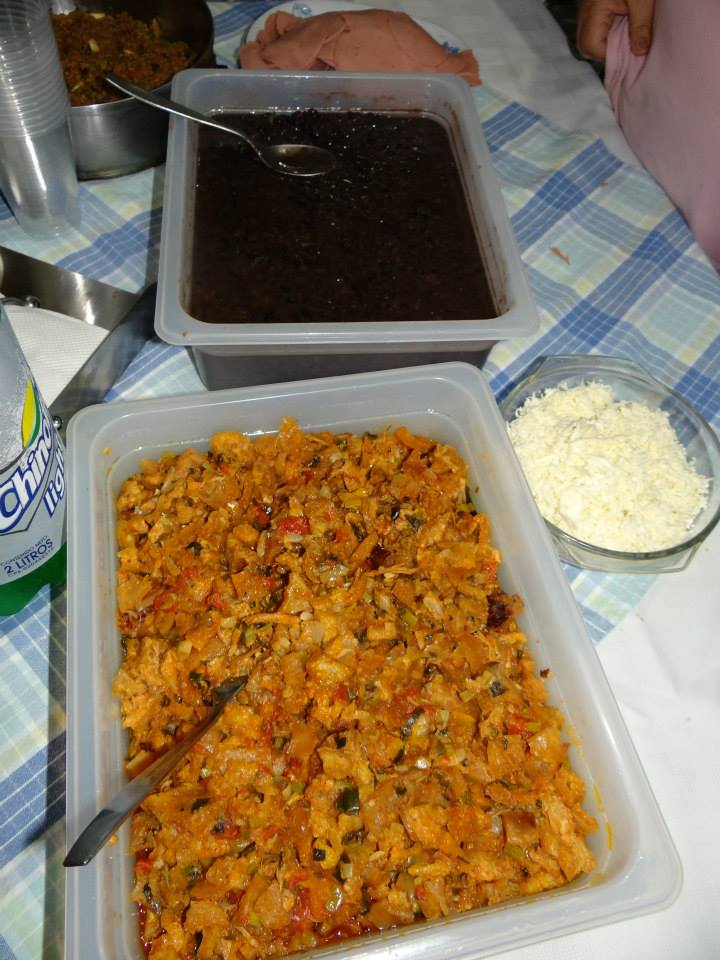
Caraotas, mojo de chicharrón y queso en Valera, Trujillo.

- Miche

### Trujillo
Es muy común en este estado la elaboración del mojo trujillano, una salsa elaborada a base de suero (producto lácteo acidificado y salado), huevo y pimientos, el cual se usa para acompañar la carne asada. En época decembrina son típicas las hallacas de caraotas (frijoles negros).

### Yaracuy
Entre sus platos destaca la Hayaca de Angú, es similar a la hallaca en forma, pero su contenido es diferente. Es un bollo dulce condimentado con especias, no posee relleno y cuando se menciona angú se refiere al “plátano macho”.

### Zulia

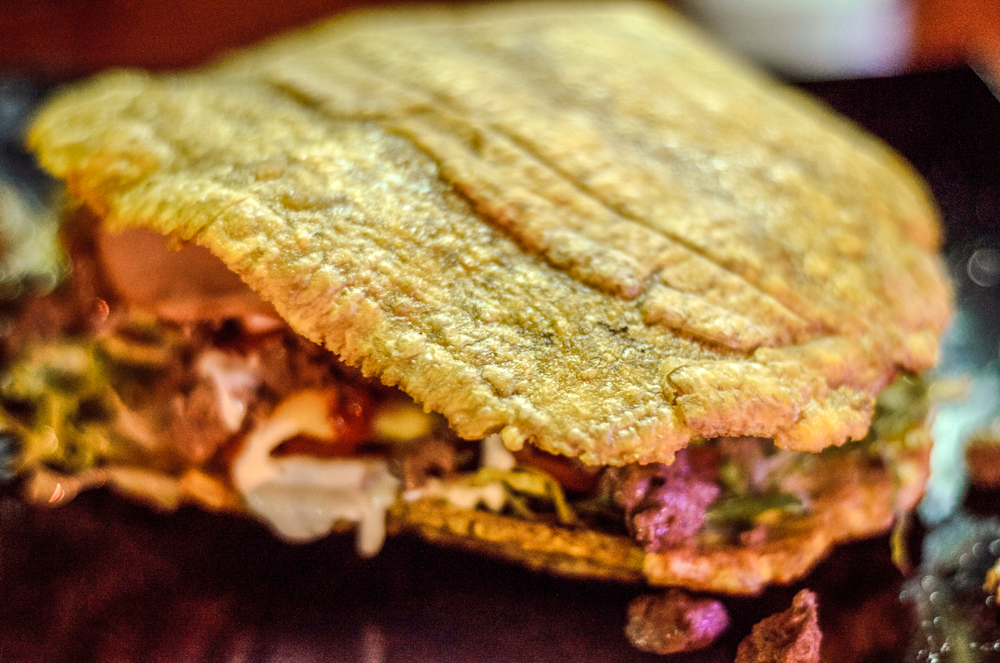
Patacón de la ciudad de Maracaibo.

El estado Zulia posee una mezcla cultural heredada de los europeos e indígenas que ocuparon y ocupan estas tierras, de la misma manera dicha mezcla es observada también en los diferentes platos autóctonos de la región, entre ellos tenemos: Chivo en coco, Cazuela marinera, Mojito en coco, Escabeche costeño, Huevos chimbos, Arroz con palomitas, Bollos pelones, plátano lacustre, mandocas, dulce de limonzón, el pabellón criollo (cuya variante se elabora preparando la carne mechada con coco), el churrasco Santa Bárbara, los pastelitos, las arepas (principalmente tumbarranchos y arepa cabimera), las cachapas, dulce de hicacos, paledonia y patacón, siendo este último, emblemático de la zona.
Entre los más destacados se encuentran:
- El Chivo en Coco: Plato Elaborado con Chivo, Coco y Especies.

- El Mojito en coco: Plato seco que contiene pescado, coco y aliños.

- El Patacón: Plátanos verdes fritos en tajadas rellenos de carne, pollo, vegetales queso y salsa y a veces se puede hacer con topocho u otro tipo de plátano más dulce. El patacón dulce se prepara de forma similar, pero solo con plátano maduro y queso blanco duro rallado.

- Tequeños: Los tequeños son los pasapalos venezolanos más famosos y queridos, son preparados con palitos de queso forrados en masa y fritos al momento de comerlos. En el Zulia se suelen rellenar con plátano maduro y queso haciéndose llamar tequeyoyos.

- Pastelitos: es un alimento preparado compuesto por una fina masa de pan y levadura, masa quebrada o de hojaldre, rellena de cualquier alimento salado o dulces.

- Bollos pelones: se hacen con harina de maíz, guiso de carne o gallina y salsa de tomates.

- Yoyos: Tajadas de plátano previamente fritas que se rellenan de queso blanco duro, se rebozan en huevo batido y se refríen.

- Tumbarrancho: Arepa rebozada y frita, rellena con mortadela, queso y otros ingredientes.

- Arepa de aguita de sapo: Arepa crocante ya que sus dos mitades son fritas por separado, luego es rellena con lonjas de pernil y queso frito. Los jugos de cocción del pernil son usados para cubrir la arepa justo antes de servir.

## Platos en ocasiones especiales

### Navidad

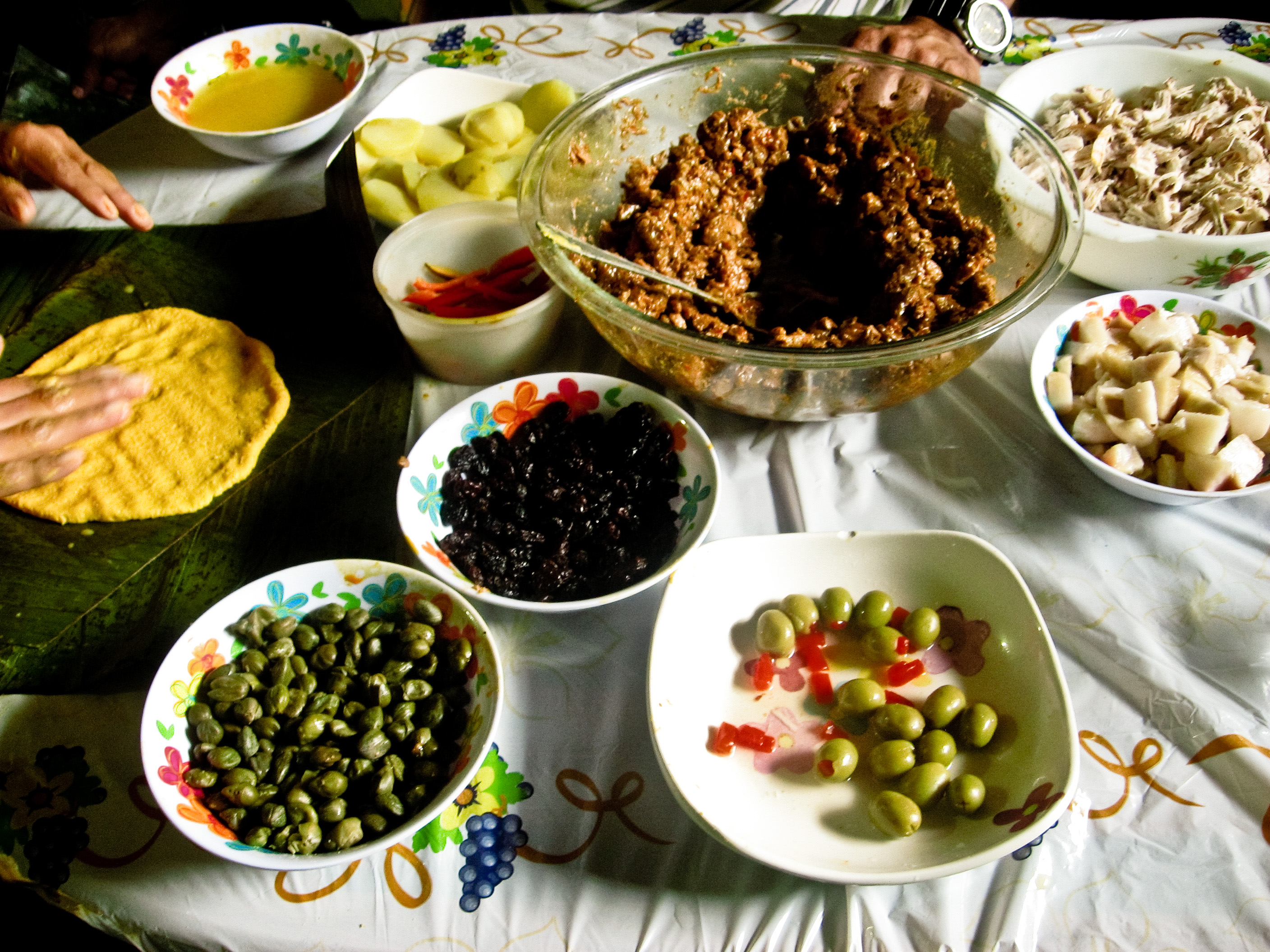
Ingredientes para la preparación de hallacas, una comida clásicamente vinculada con la época de Navidad.

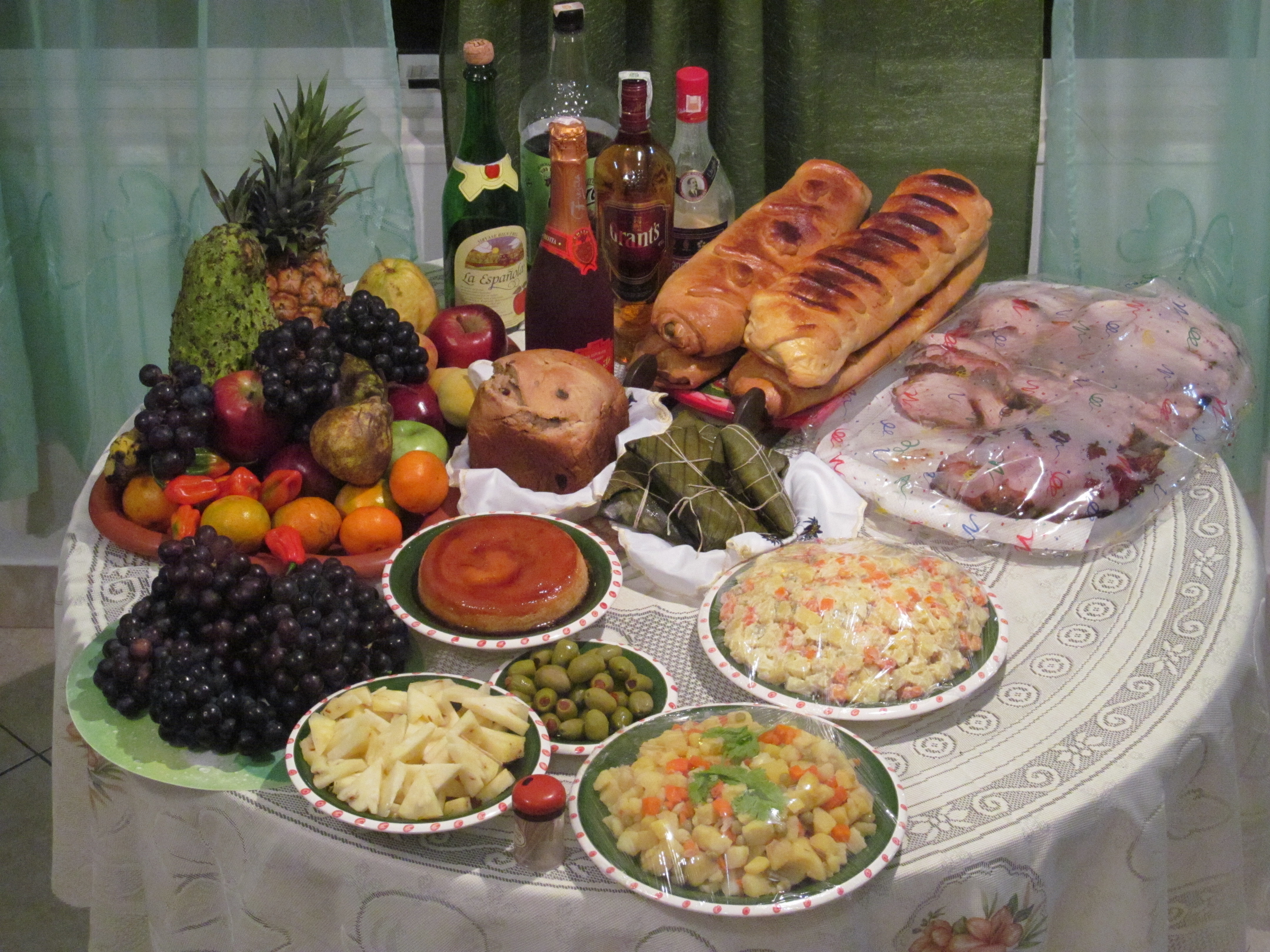
Cena típica venezolana en época navideña.

La hallaca es un plato típico de la época navideña, a principios de diciembre las familias venezolanas se reúnen para preparar las hallacas. Durante las reuniones y celebraciones que se van produciendo en el último mes del año y primeros días del siguiente y sobre todo como plato principal en las cenas de Nochebuena y año nuevo acompañadas de pan de jamón, pernil de cochino (ocasionalmente se sustituye por pavo —o pollo— relleno horneado y en algunos casos por asado negro), ensalada de gallina, jamón planchado, Ponche Crema, vino (o champaña para el 31), torta negra, dulce de lechosa, entre otros platos y bebidas.
El intercambio de hallacas entre familias forma parte de la tradición venezolana, transformándose en un gesto de amistad, cordialidad y gentileza. En las fechas decembrinas se han convertido en un producto de mercado, pero aun sin aceptación masiva, la población las prefiere caseras o de gente conocida.
Estas costumbres decembrinas relacionadas con la hallaca han sido adoptadas por los extranjeros y sus descendientes, y cada uno ha sabido agregarle a su receta familiar algún ingrediente de sus propias tradiciones culinarias, lo que ha permitido la unión de las costumbres cuando les solicitan a sus vecinos venezolanos su colaboración para la elaboración del plato.

### Semana Santa
Al ser un país con altas influencias de la religión católica, el consumo de carnes rojas para estas fechas disminuye. Se consume mucho pescado para los días de Semana Santa. Otra tradición que se realiza en estas fechas es la elaboración del pastel, cuajao de pescado o cuajado de morrocoy aun cuando el Morrocoy (chelonoidis carbonaria) posee una veda indefinida, cuya caza está prohibida desde 1979. Otro plato tradicional de estas fechas es el pisillo de chigüire o babo (Cayman crocodylus).

## Personas influyentes y cocina venezolana en la televisión
Ana Teresa Cifuentes referente del programa "La Perfecta Ama de Casa" por Radio Caracas Televisión (RCTV). Sumito Estévez, fundó el Instituto Culinario de Caracas y en 2003 inició su carrera en el canal de El Gourmet.
Ramón David León es el autor del libro  Geografía de la Gastronomía Venezolana, incluye 30 biografías culinarias cuidadosamente seleccionadas de la obra; una de cada estado, y cuatro platos nacionales. Además contiene las recetas de los treinta platos mencionados en la obra original. Las crónicas culinarias que conforman este libro fueron publicadas por entregas semanales en el diario La Esfera, de Caracas, durante 1951.
Armando Scannone es un referente de la gastronomía venezolana, a pesar de ser ingeniero dedicó su vida a promulgar la cocina de los venezolano. Publicó varios libros, como Mi Cocina, Mi Cocina al estilo de Caracas, entre otros. La Academia Venezolana de Gastronomia que fue fundada en 1984 y anualmente otoga una meción especial Premio Armando Scannone, a chefs reconocidos dentro de Venezuela, para distinguir la labor culinaria.
José Rafael Lovera, historiador especializado en la gastronomía del país. Fundador de la Academia Venezolana de Gastronomía
Otros chefs muy famosos han sido:
- Martino D’Avanzo †
- Ángel Lozano
- Eduardo Franco
- Kristina Wetter
- George Duran
- Jacques Decrock[27]
- Mercedes Oropeza[28]

## Reconocimientos

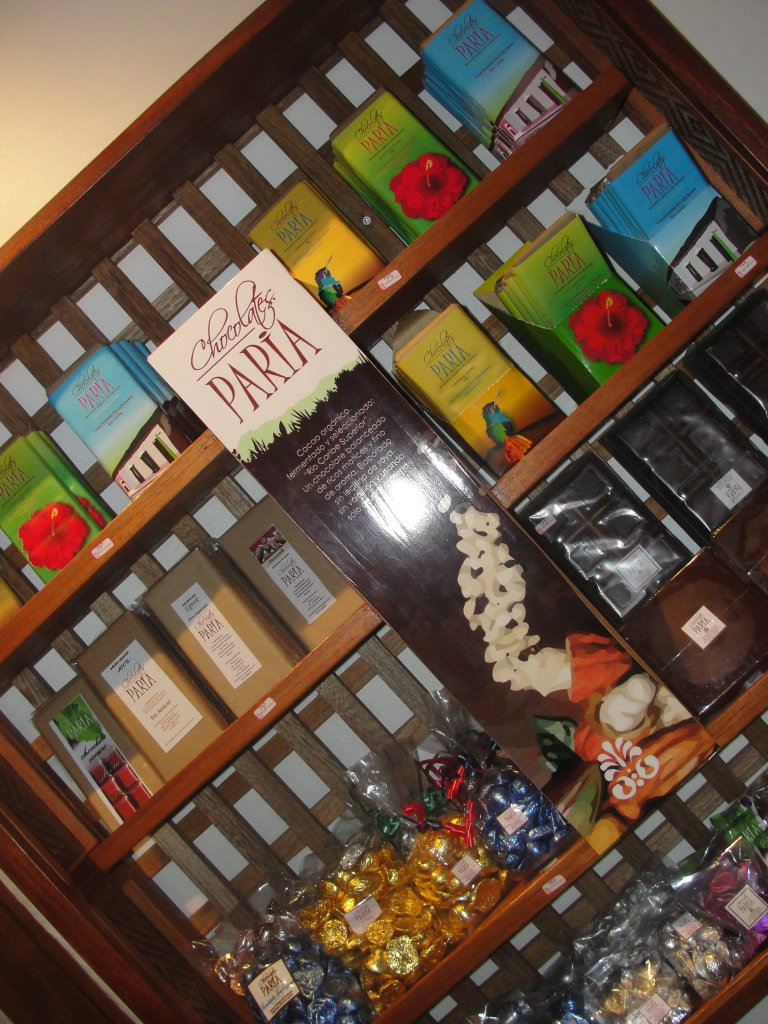
Tienda de chocolates en el estado Sucre, estos chocolates son hechos con cacao 100% venezolano que es denominado por expertos como uno de los mejores del mundo.

El libro Cocina Extra-Ordinaria, de la chef Helena Ibarra, fue premiado en el 2012 con el Premio como Mejor Libro del Mundo en la categoría Chef Mujer por el Gourmand Cookbook Awards. Por otro lado La chocolatera y emprendedora venezolana María Fernanda Di Giacobbe ganó en 2016 la primera edición del Basque Culinary World Prize. Un premio para chefs con iniciativas transformadoras promovido por Basque Culinary Center y el Gobierno Vasco, en el marco de la estrategia Euskadi-Basque Country. El jurado reconoció su desempeño en la elaboración gastrónomica con la utilización del cacao criollo como fuente de identidad, cultura y riqueza económica.
El cacao venezolano cuenta con denominación de origen controlada y fue calificado como el mejor del mundo en la Conferencia Mundial del Cacao 2016 realizada en Punta Cana (este de la República Dominicana). En la conferencia se comprobó nuevamente que Venezuela goza de los mejores cacaos del mundo y se formalizó el reingreso de ese país a la Organización Integral de Cacao (ICCO, por su sigla en inglés). Además Venezuela posee tres récord Guinness por haber hecho la moneda de chocolate más grande y pesada del mundo, la cata de chocolate más grande del mundo y el mosaico de barras de chocolate más grande del mundo, todos elaborados con cacao 100% venezolano.
Al igual que el cacao venezolano, el ron venezolano cuenta con denominación de origen controlada y esta calificado entre los mejores del mundo.

## Festivales y eventos gastronómicos
Entre los eventos y festivales gastronómicos que ocurren en Venezuela, destacan:
- Festival de la Hallaca, se realiza en diciembre en Caracas.[36]
- Festival del Cuajao, en Maturín.
- Feria de la Empanada, en La Guaira.[37]

### Regional
- Gastronomía del estado Mérida
- Gastronomía del estado Monagas